# Biserica de lemn din Mănăstirea, Maramureș

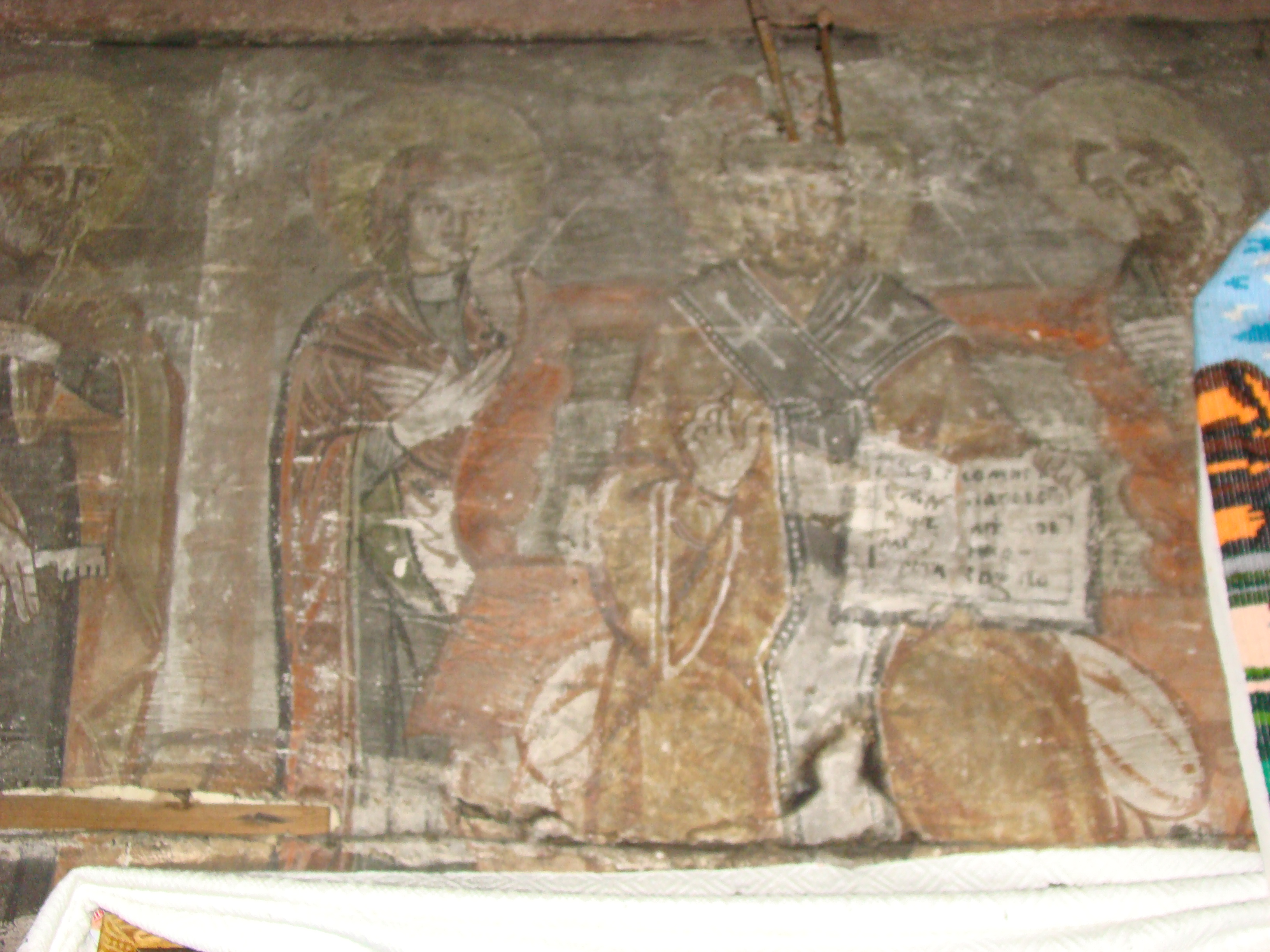
Deisis

Biserica de lemn din satul Mănăstirea, comuna Giulești, județul Maramureș a fost construită în secolul XVIII. Lăcașul de cult este unul vechi greco-catolic și are hramul „Sfinții Arhangheli”, fiind înscris pe lista monumentelor istorice, cod LMI MM-II-m-A-04597. Conform  Șematismului Episcopiei greco-catolice a Maramureșului, apărut în 1936, anul construcției bisericii de lemn este 1764.

## Istoric și trăsături
Comuna Giulești este o fostă reședință a cneazului Gyula (Ghila), fiul nobilului Dragoș care a constituit o locotenență regală, semnalată pe la 1317 înaintea venirii lui Bogdan I în Moldova. În jurul anului 1364 așezarea avea drept preot - primul atestat în Maramureș - pe Mirizle, fiul lui Gyula. O veche biserică de piatră ar fi fost ridicată aici în 1509. În 1888 a fost construită în centrul Giuleștiului biserica nouă greco-catolică, de piatră, cu hramul Adormirea Maicii Domnului, conform datelor din Șematismul Episcopiei greco-catolice a Maramureșului, apărut în 1936. Biserica veche de lemn, cu hramul „Sfinții Arhangheli Mihail și Gavril”, din vechiul sat Mănăstirea, de pe raza comunei Giulești, a fost construită în anul 1764, conform aceleiași surse, fiind cunoscută și sub numele de Mănăstirea Giuleștilor. Această biserică se află pe locul unui mai vechi lăcaș monahal care ființase acolo de pe la 1560. Mănăstirea a funcționat doar până în 1782, pe vremea împăratului Iosif al II-lea de la Viena, când a fost transformată în biserică parohială.
Arhaica bisericuță de lemn posedă un clopot datat 1679, fiind ridicat în turla de lemn, și acționat cu două frânghii ce dau în pronaos și un monument funerar din piatră, datat 1712. Frescele pe lemn sunt atribuite lui Gheorghe, zugrav din Desești și datate 1783. Un singur perete, cel de la intrare, a fost pictat și la exterior, amintind într-un fel de legăturile cu vechile mănăstiri moldave. Icoana Maicii Domnului de la Bixad, icoană făcătoare de minuni, a zăbovit aici o perioadă, fiind mutată într-o vreme de restriște de la Mănăstirea Părinților bazilieni de la Bixad , după care a revenit la vechiul așezământ monahal al Părinților bazilieni din Țara Oașului. După 1948, când Biserica Română Unită a fost scoasă în afara legii de noile autorități comuniste de la București, faimoasa icoană a luat din nou calea pribegiei, fiind ascunsă o vreme de călugării bazilieni alungați de la Bixad, pe la sătenii din zonă. În prezent respectiva icoană se află la Mănăstirea Prilog a Părinților bazilieni.
Înaintea restaurării dulgheriei și tâmplăriei (frescele pe lemn nu au fost deocamdată restaurate, fiind destul de afectate de secolele trecute prin afumare, praf și igrasie), probabil prin anul 2000, niște străini de satul Mănăstirea fotografiaseră și filmaseră peste zi sfintele odoare, frescele, praporii, icoanele sculptate și cele pictate pe sticlă, ușile împărătești lucrate-n aramă, iar în noaptea următoare 22 de icoane, sfinte odoare și ușile din aramă înflorată ale altarului au fost furate de niște necunoscuți. Poliția alertată imediat ar fi descoperit repede o parte din autori (rromi) și din cele furate, dar mai bine de jumătate dintre acestea fuseseră deja ilegal trecute peste granițele țării.

## Biserică simultană
Lăcașul de cult, singurul din sat, este folosit în prezent ca biserică simultană. Astfel, duminica și la sărbători, doi preoți oficiază slujbele religioase, în două etape, una pentru enoriașii greco-catolici și apoi alta, pentru cei ortodocși.

## Imagini din interior

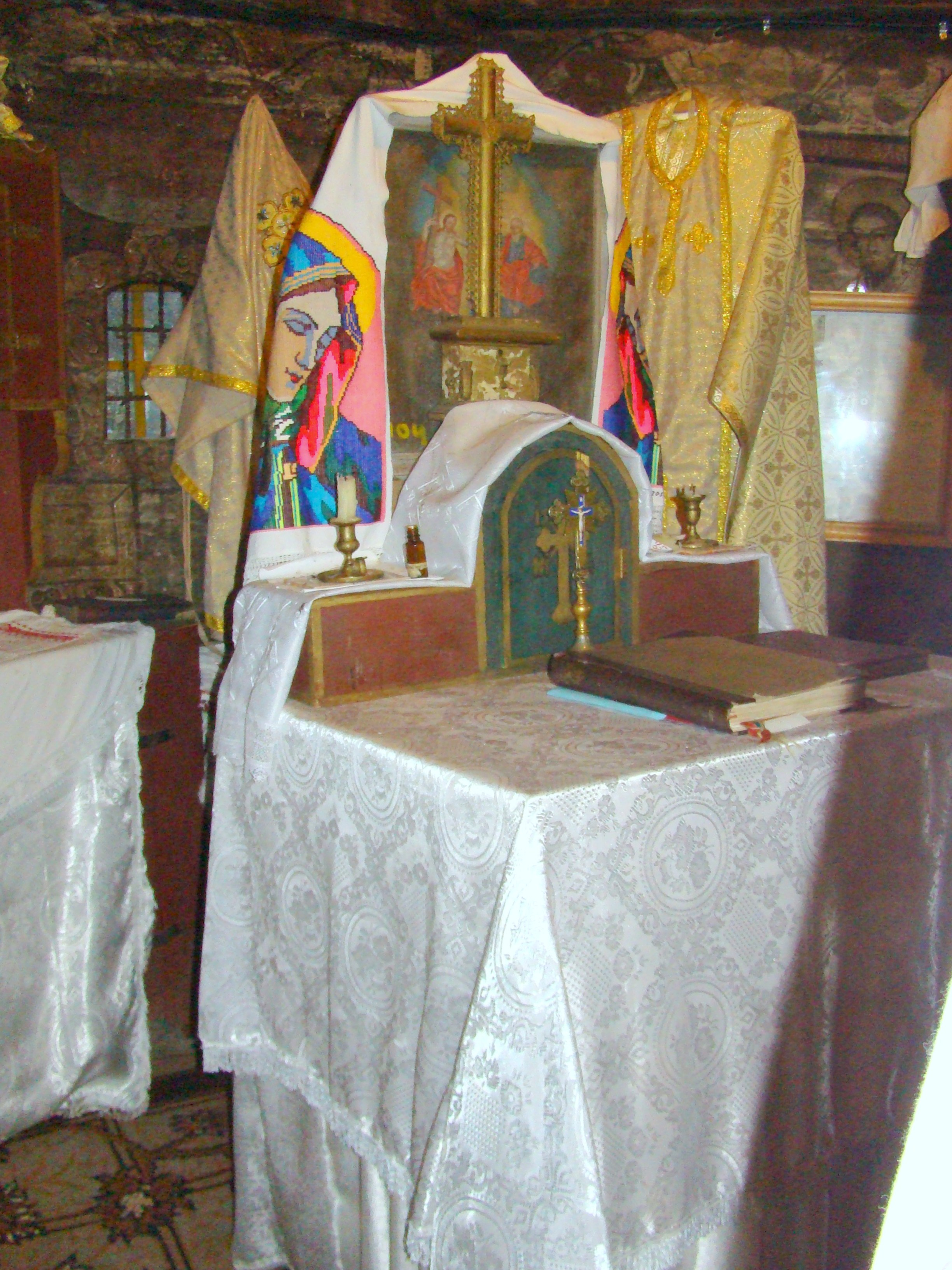
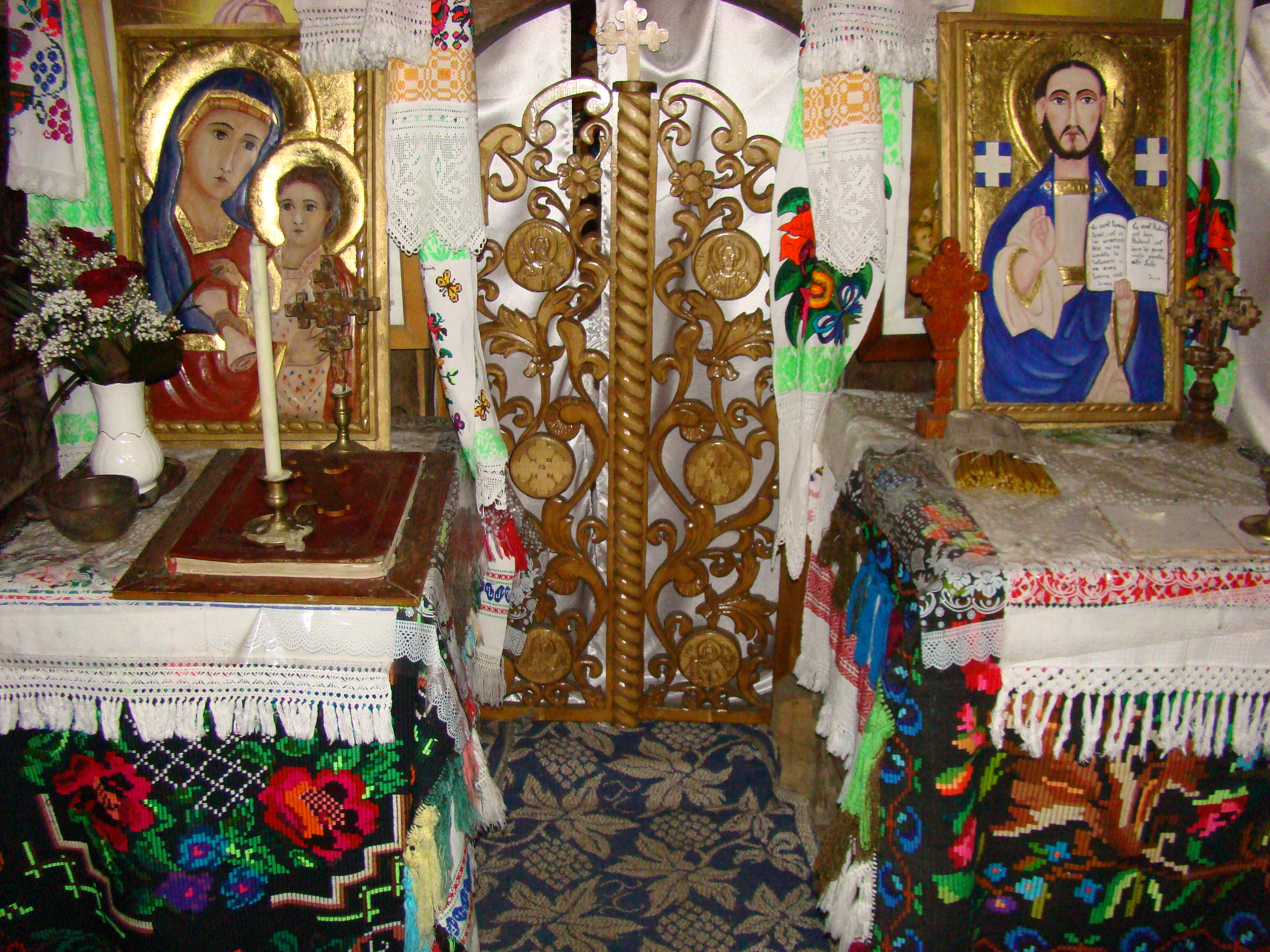
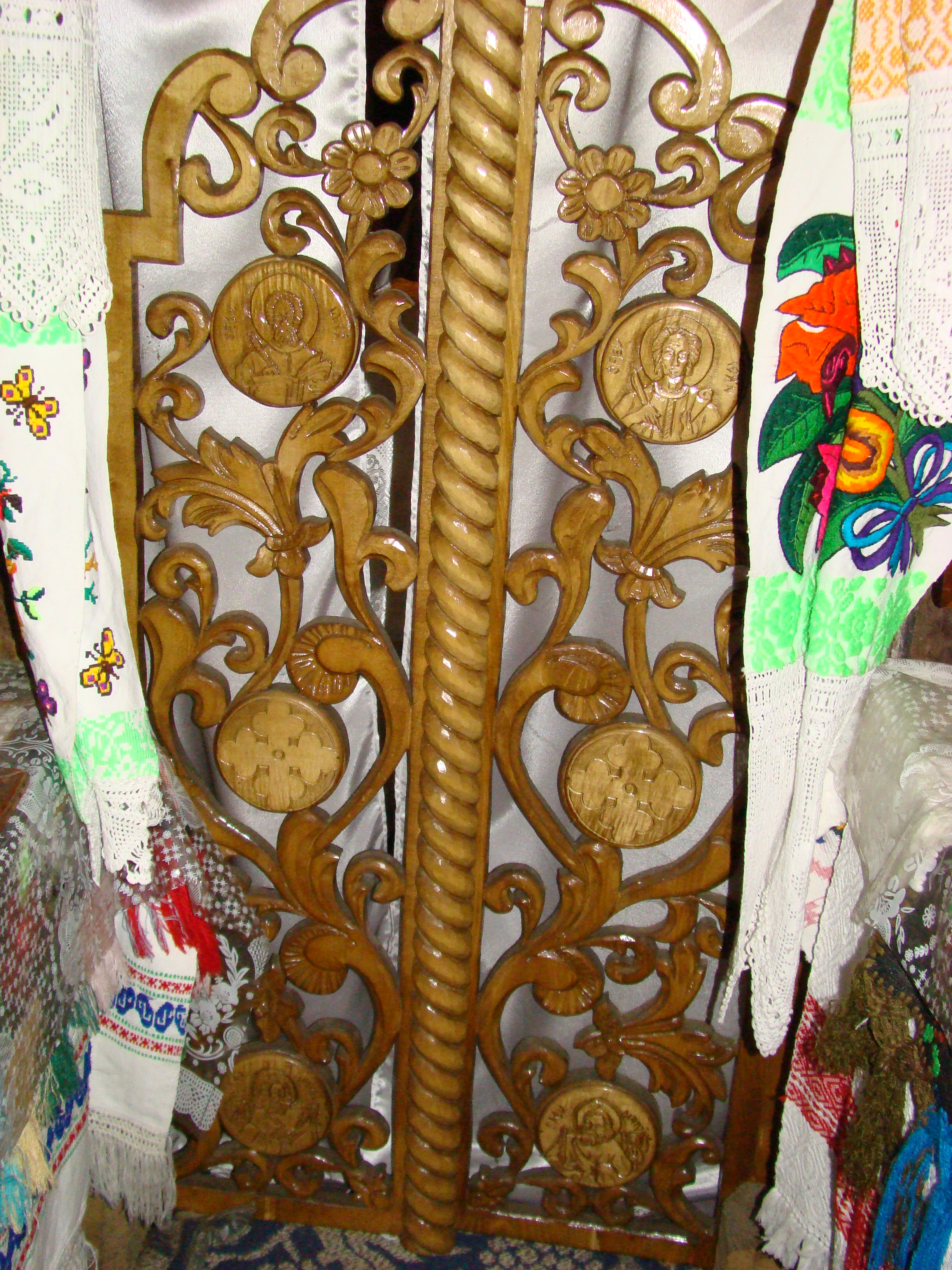
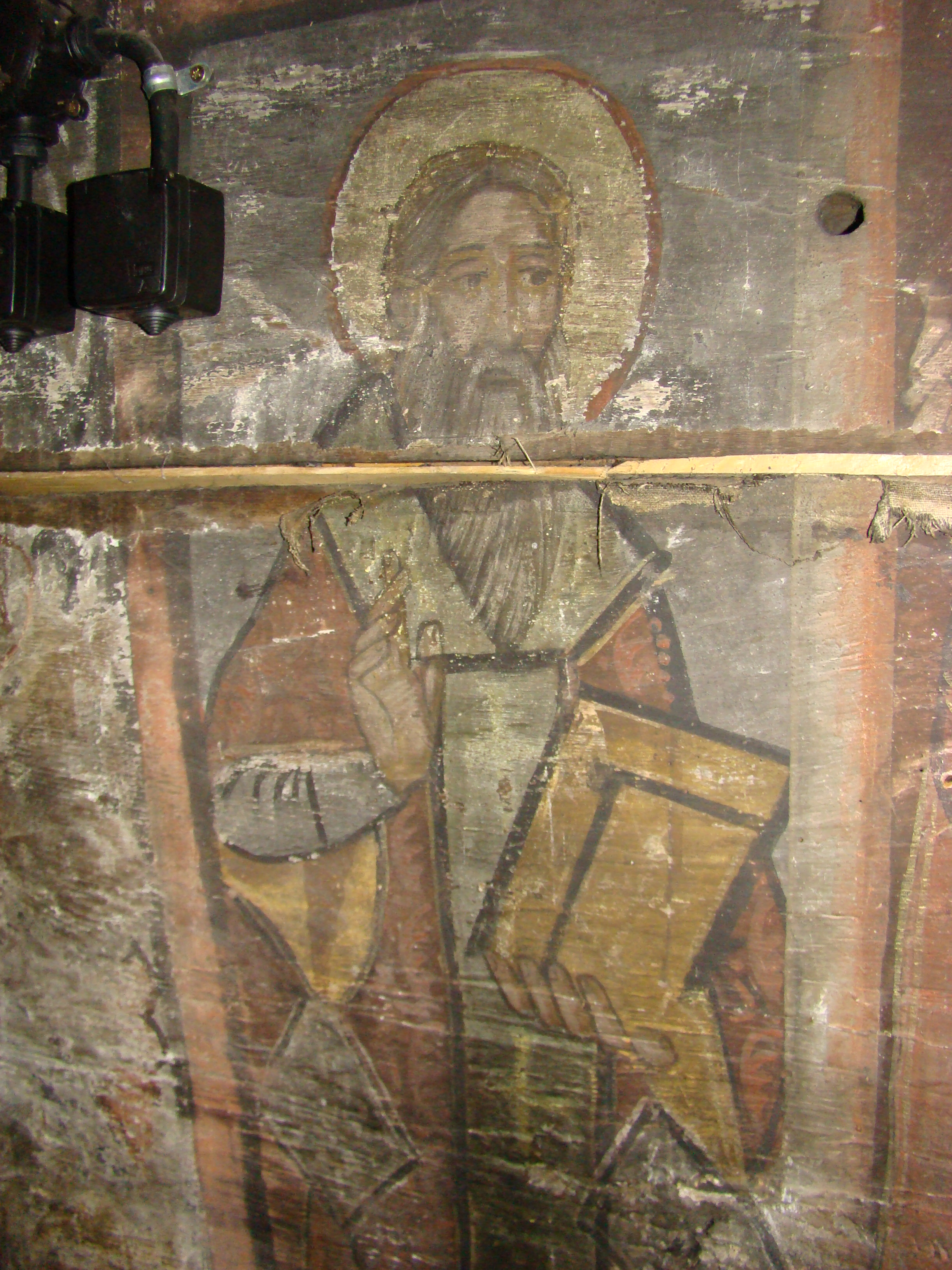
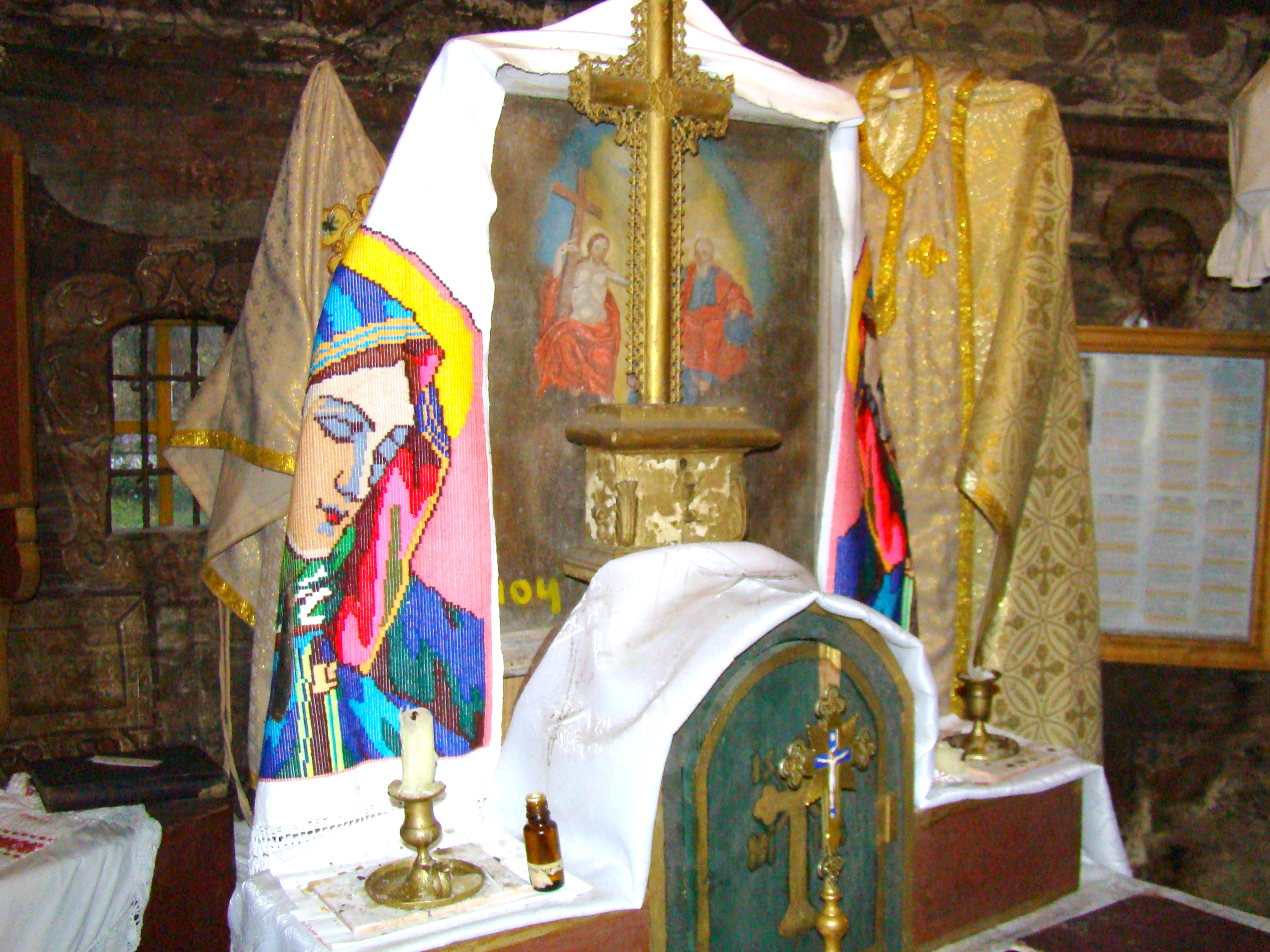
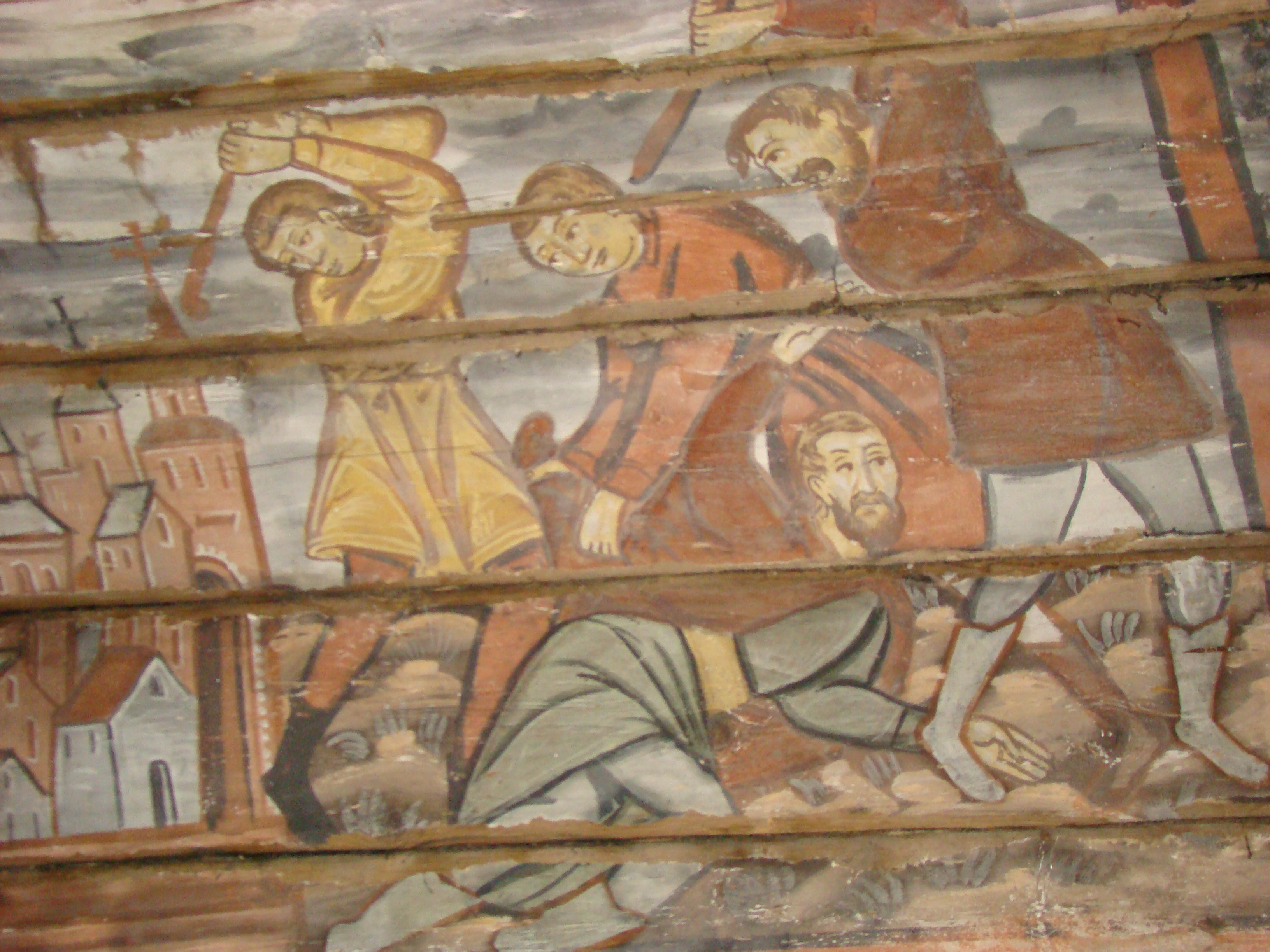
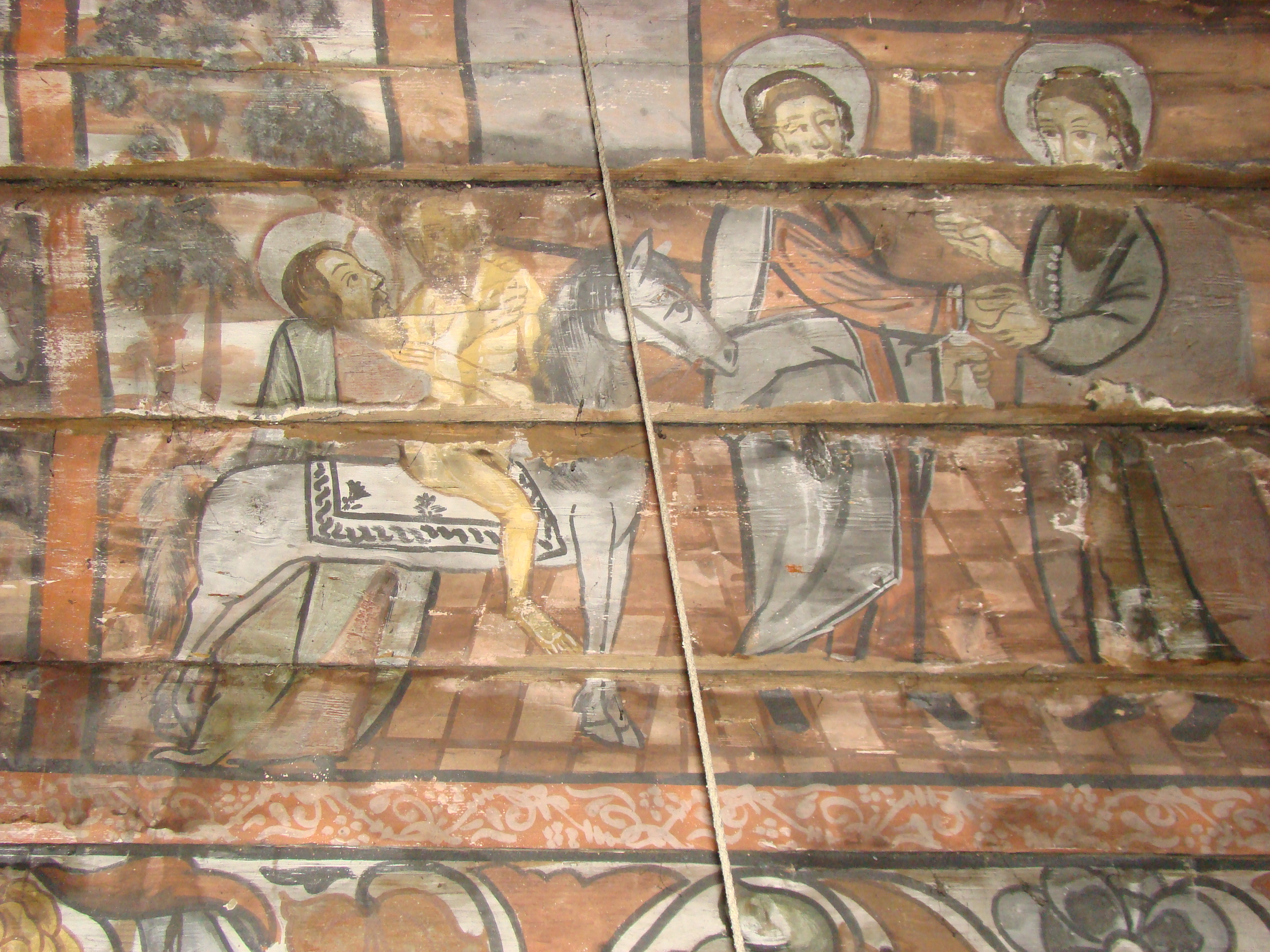
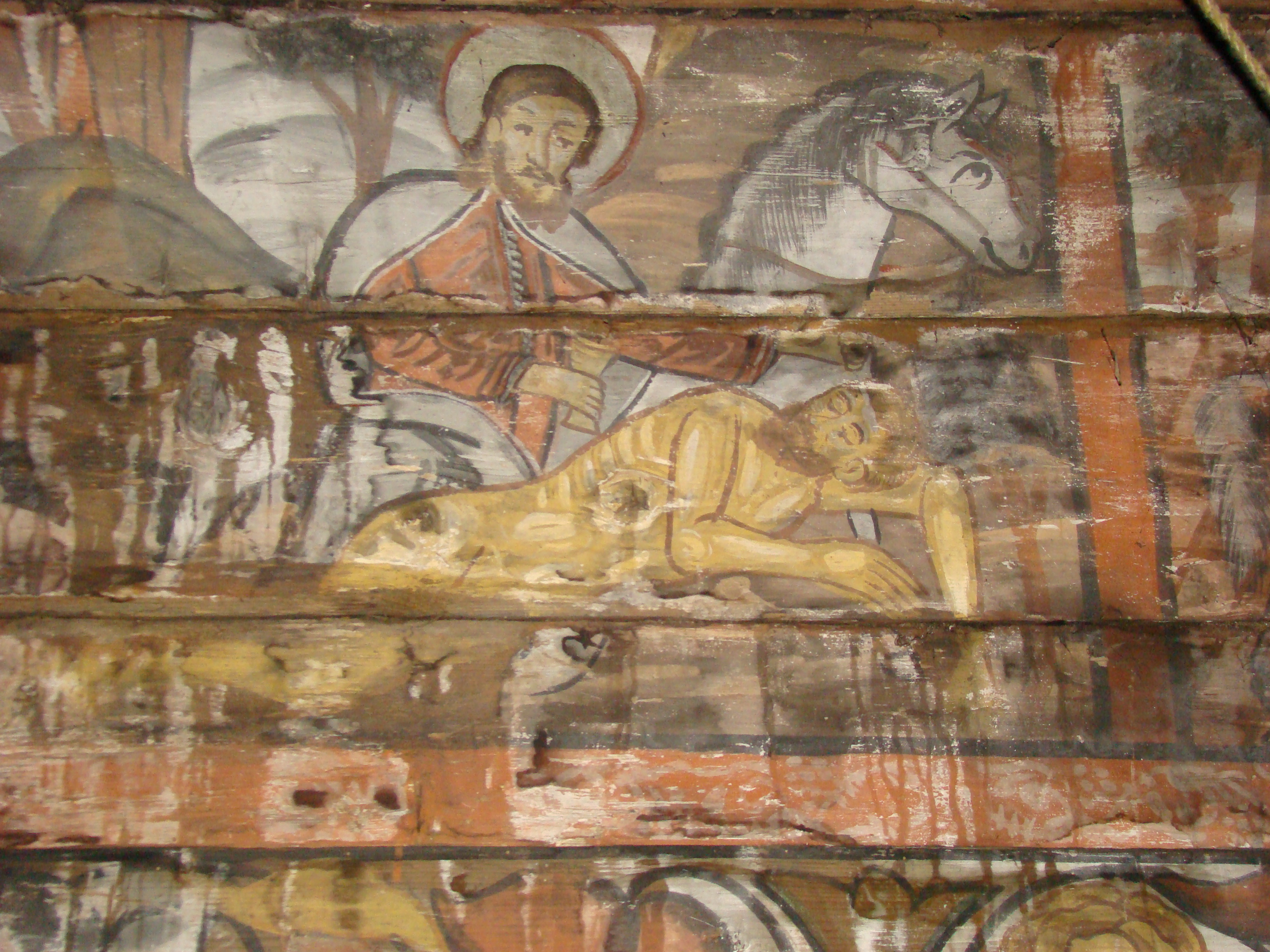
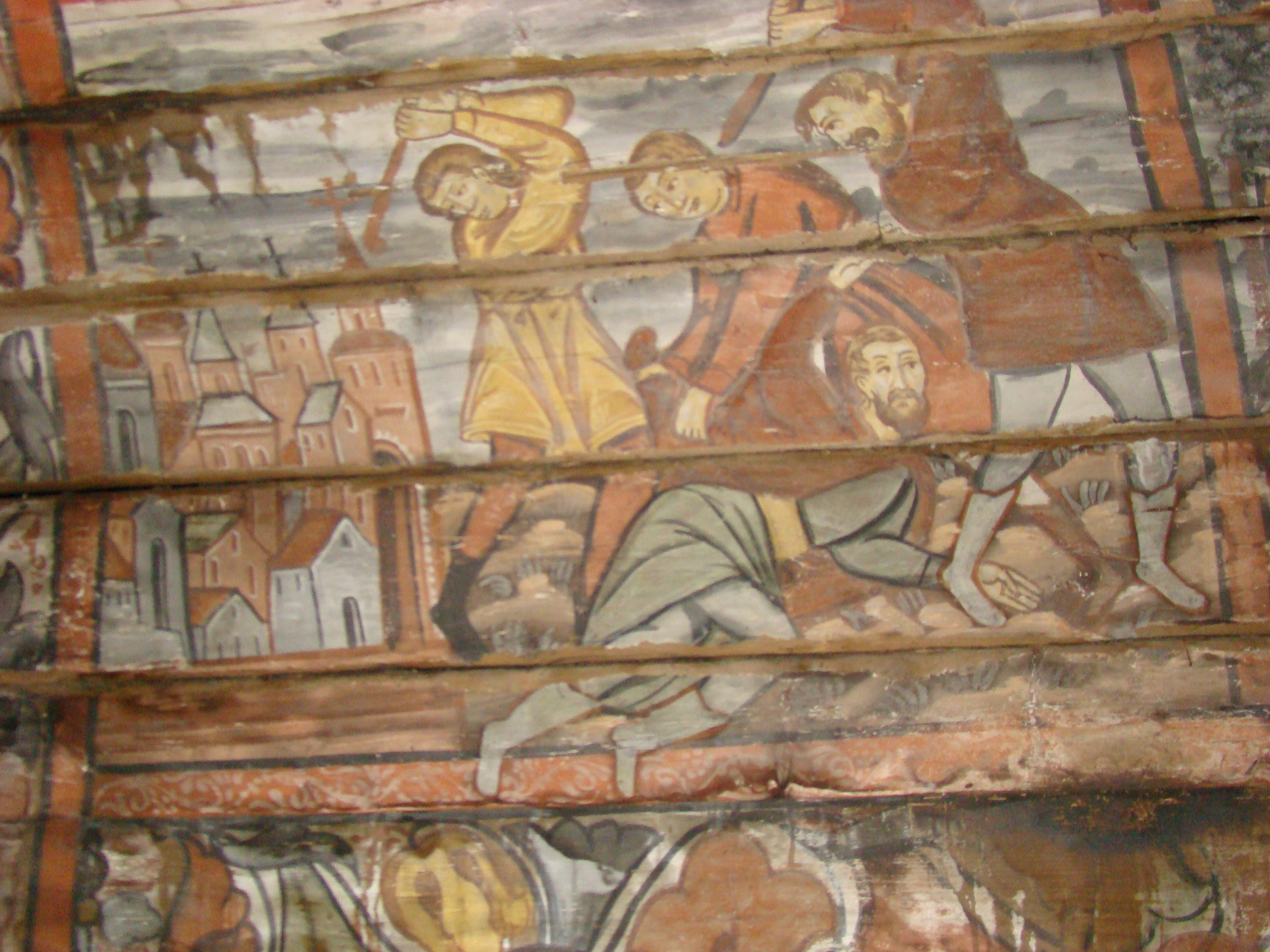
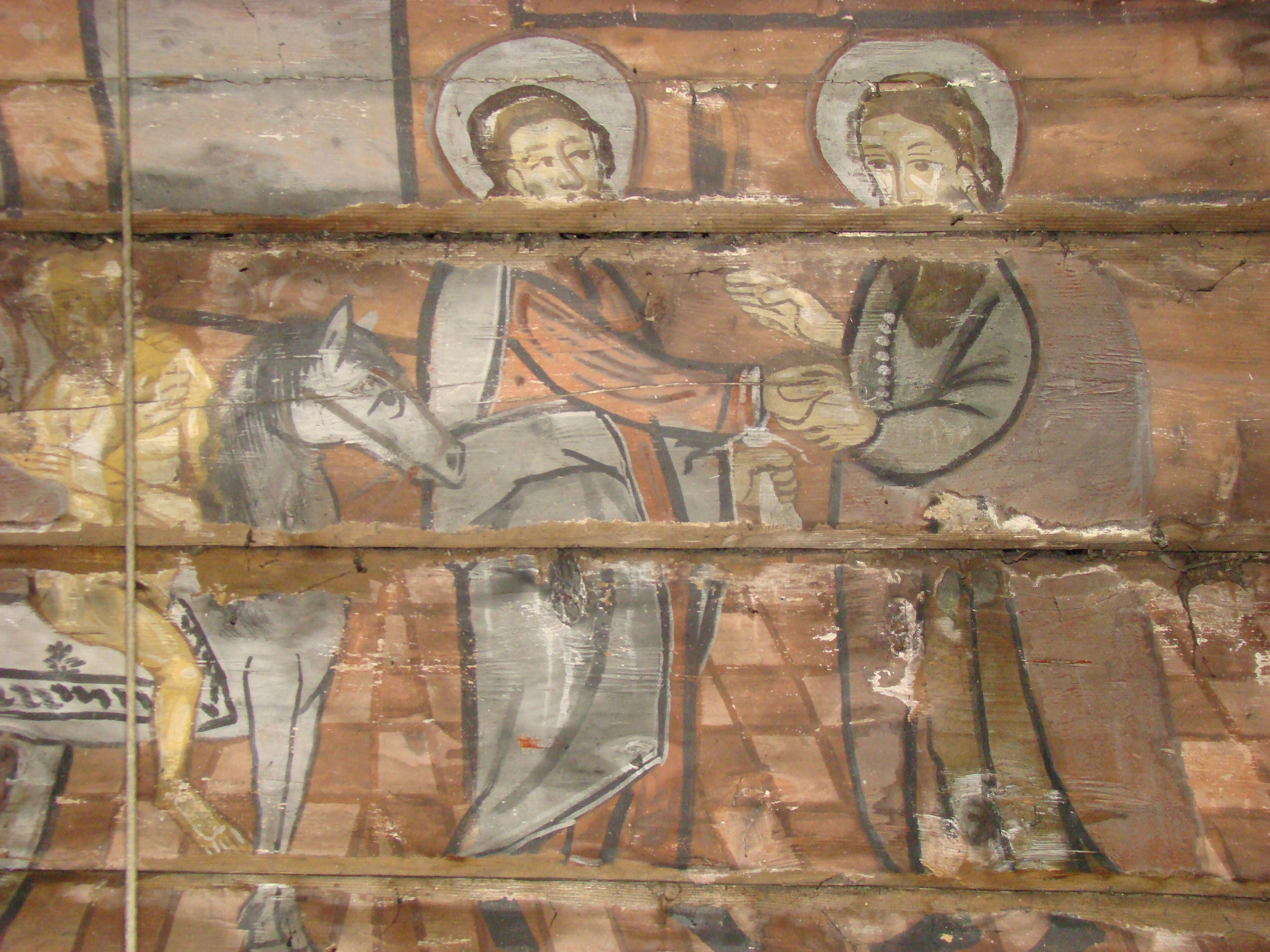
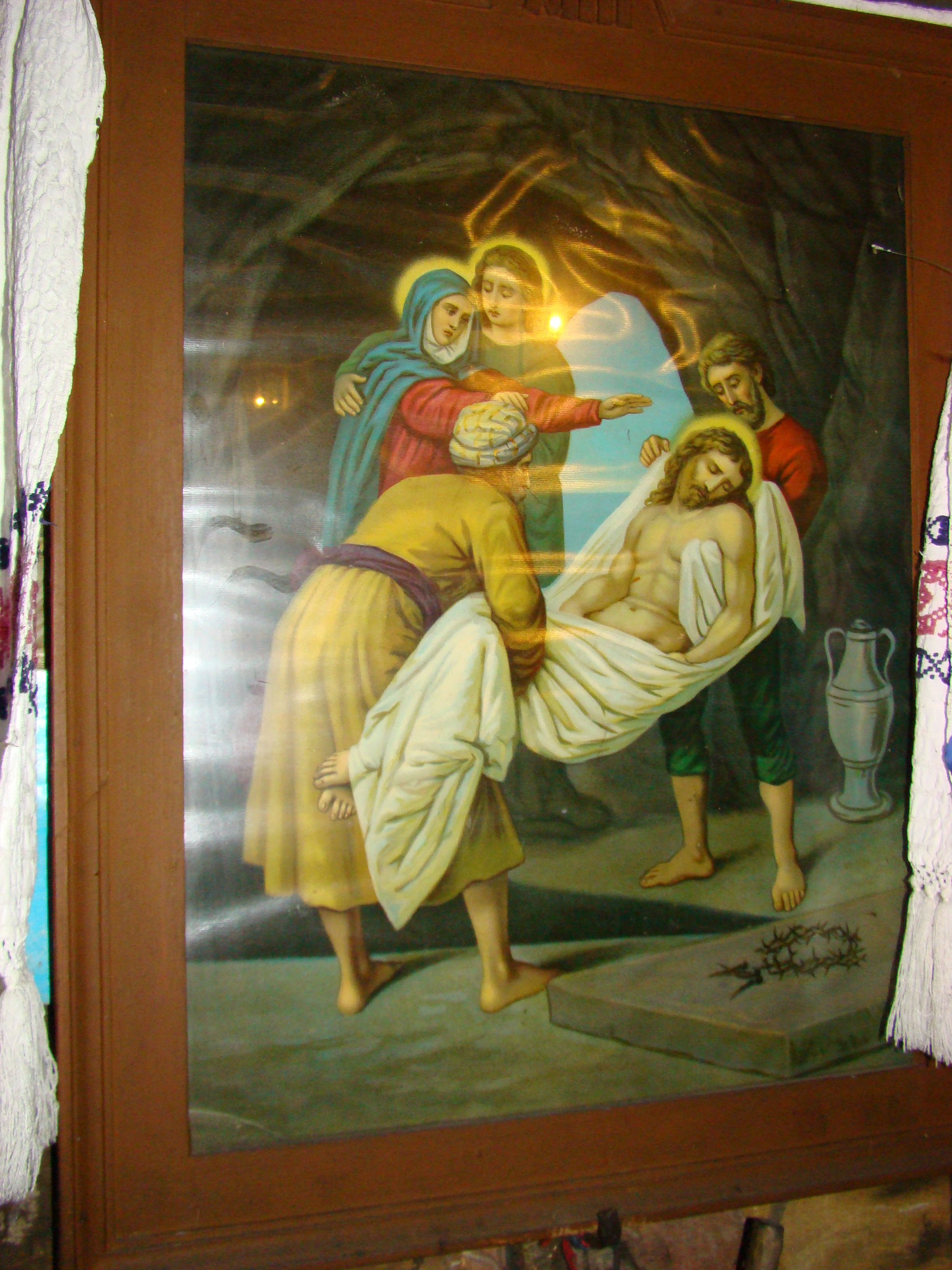
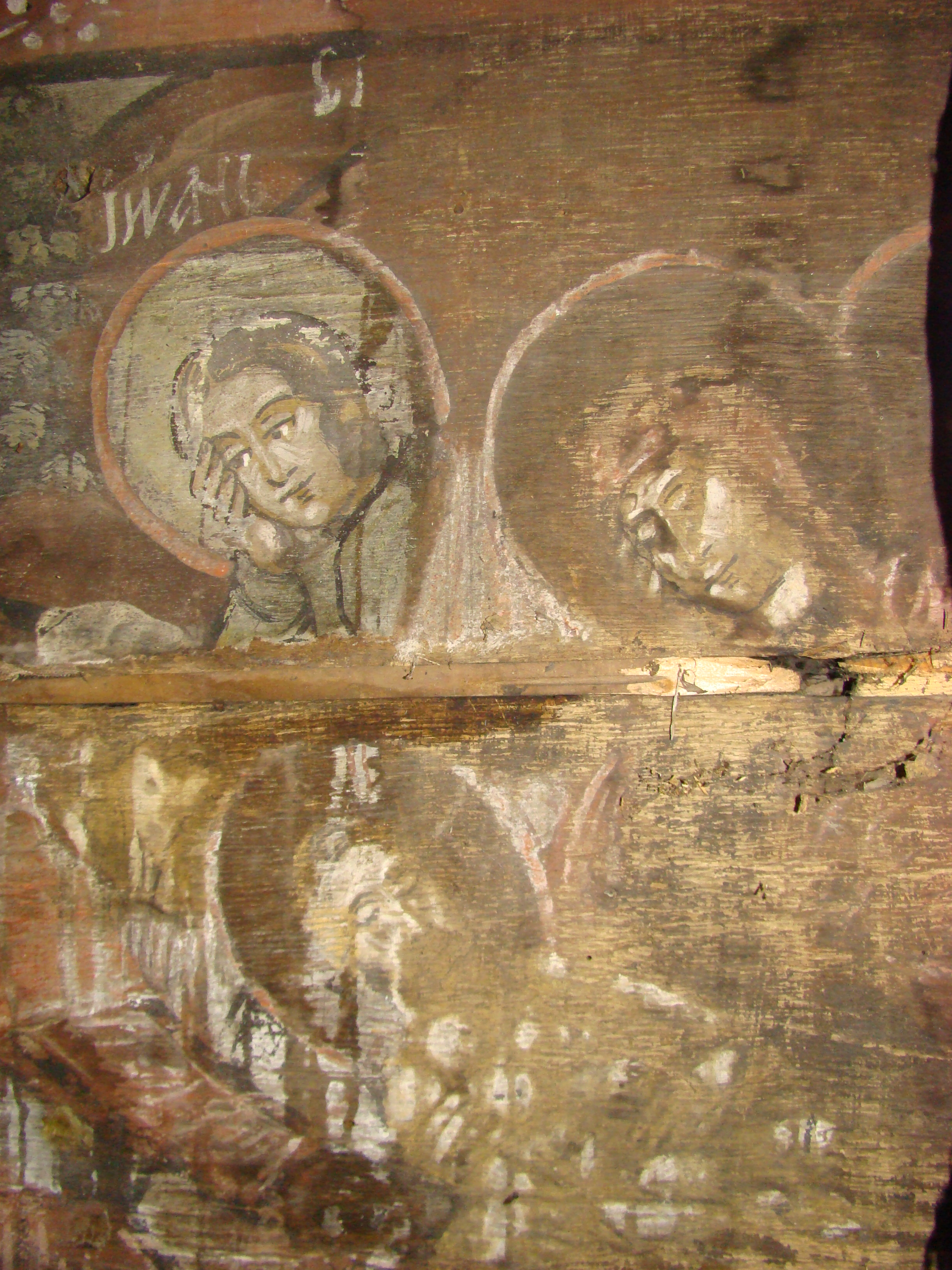
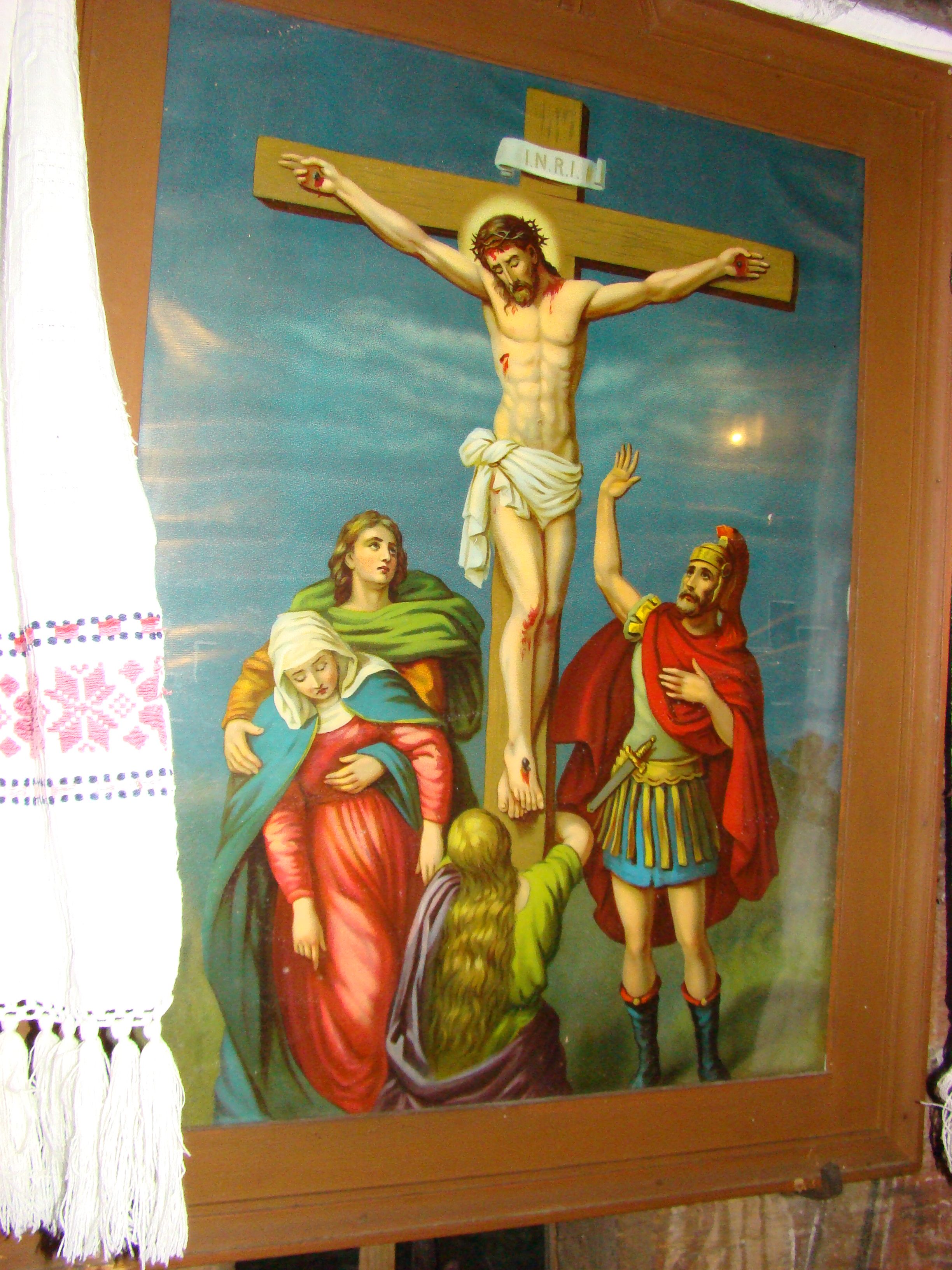
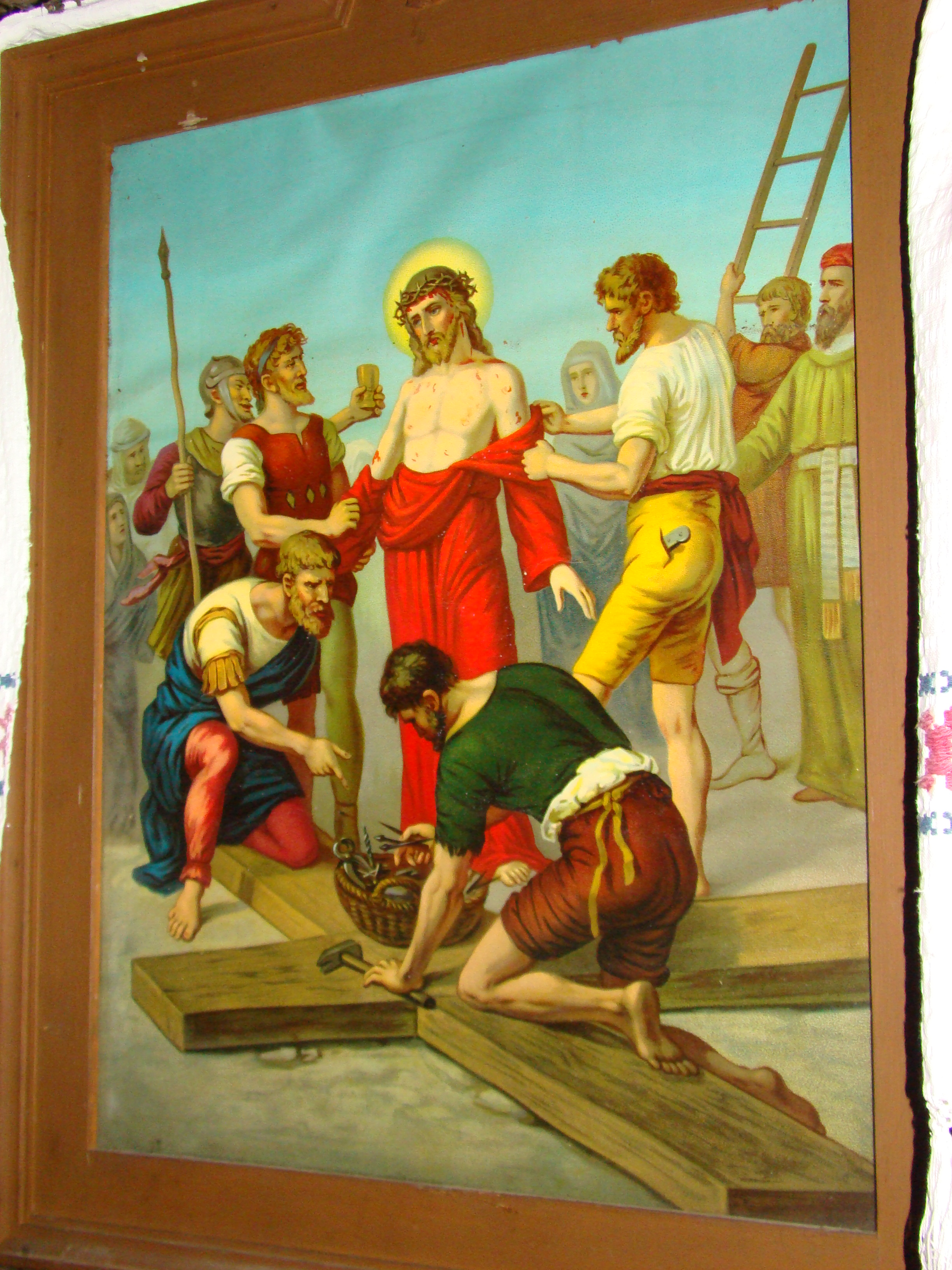
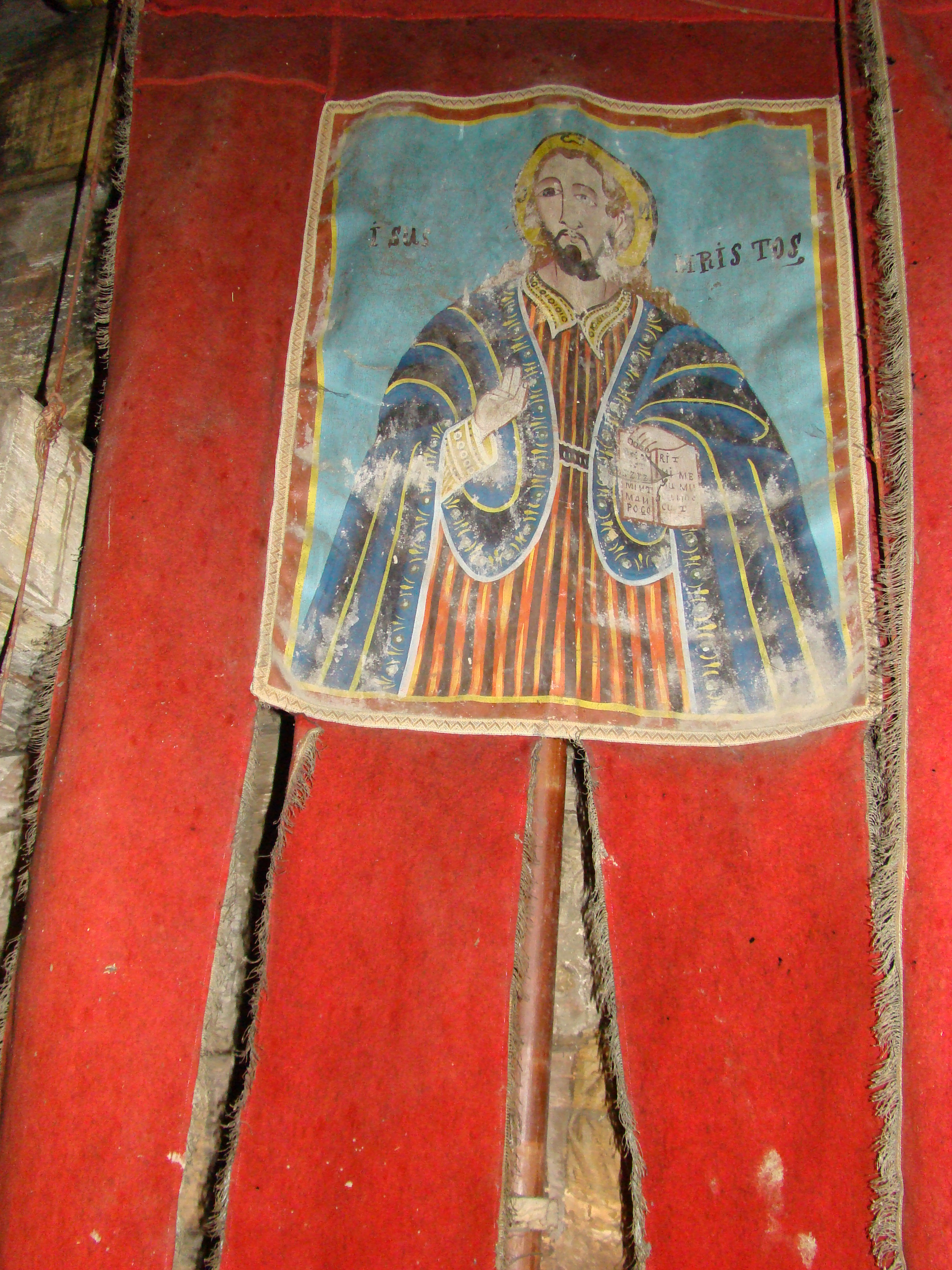
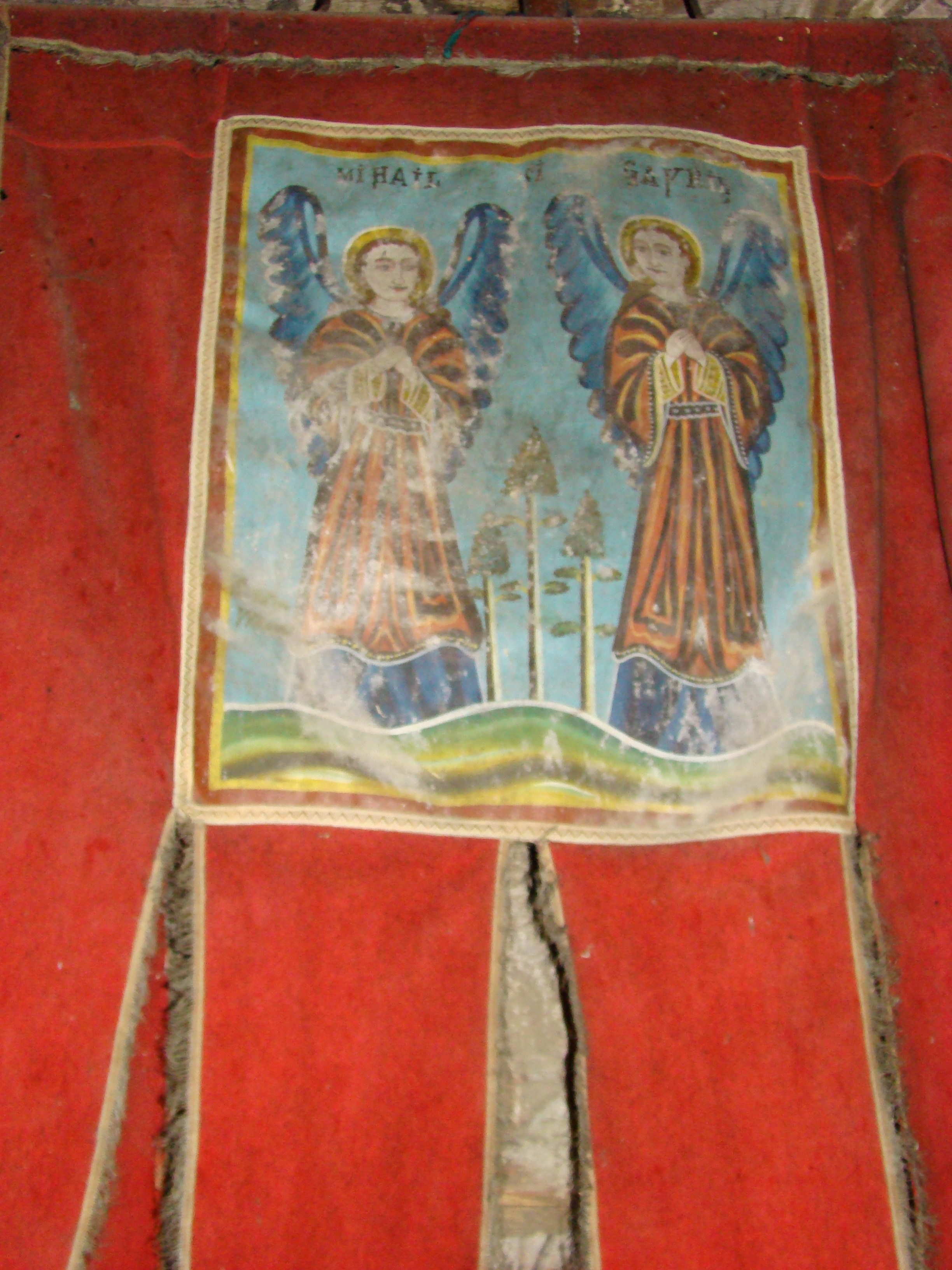
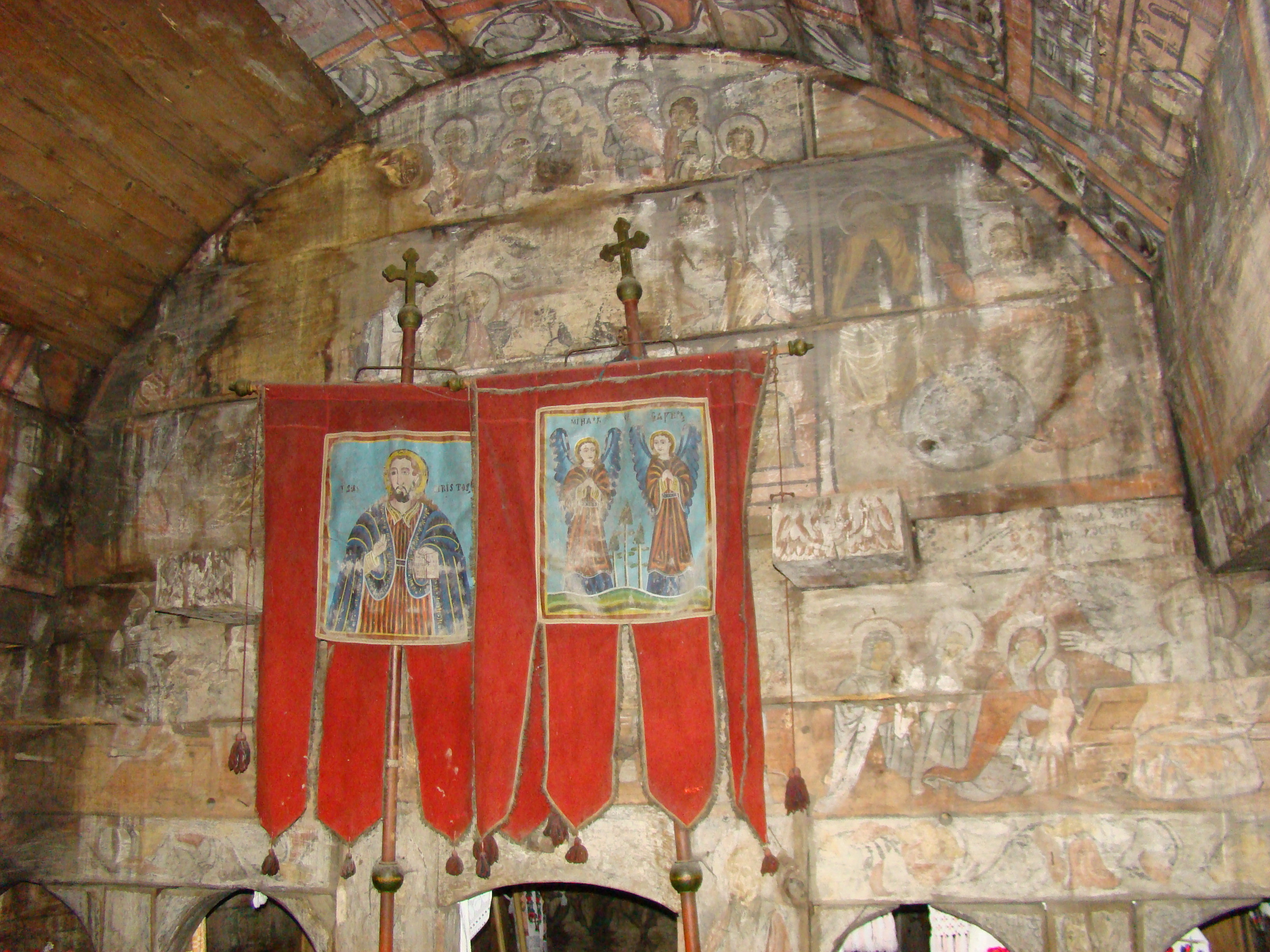
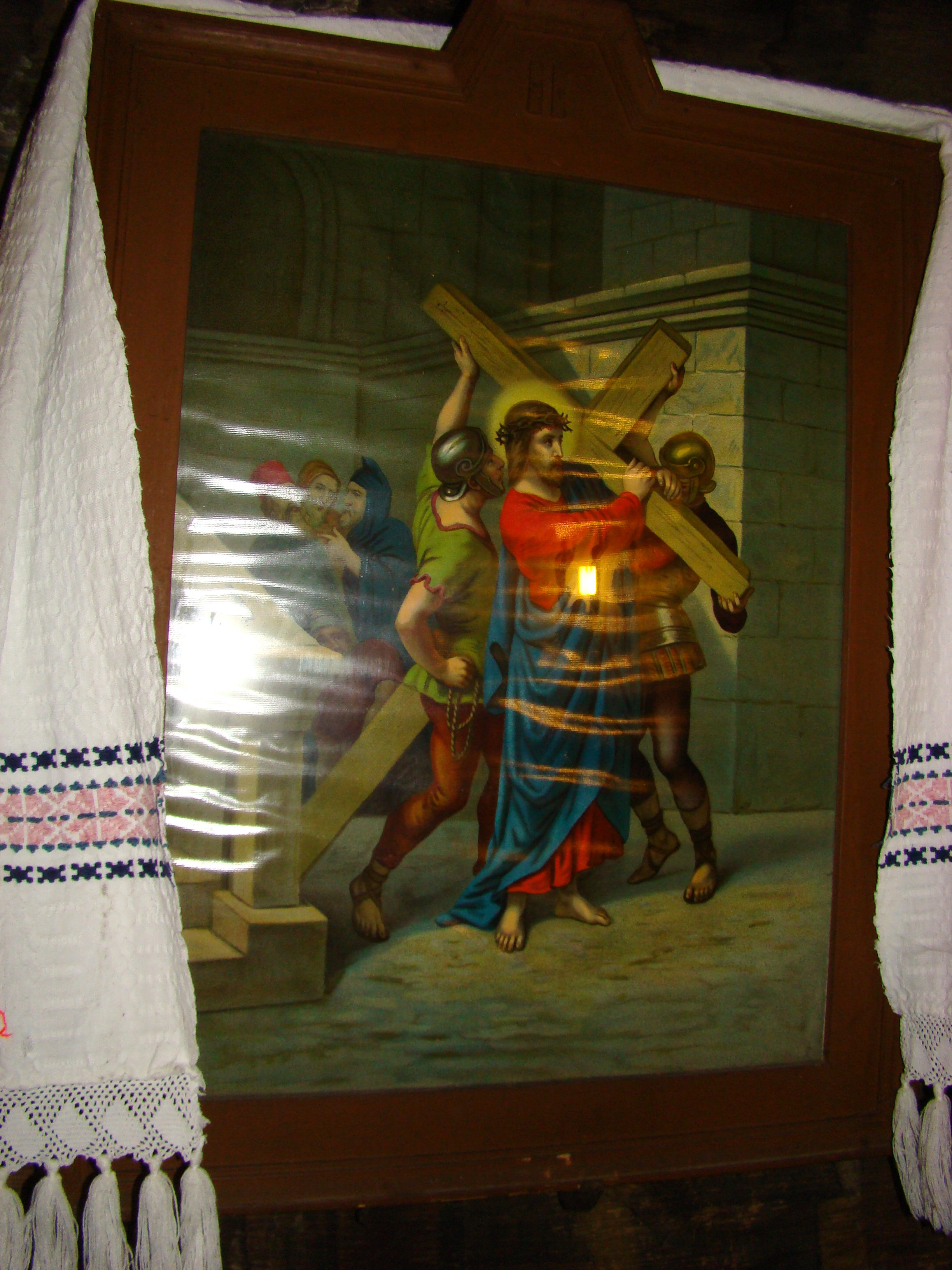
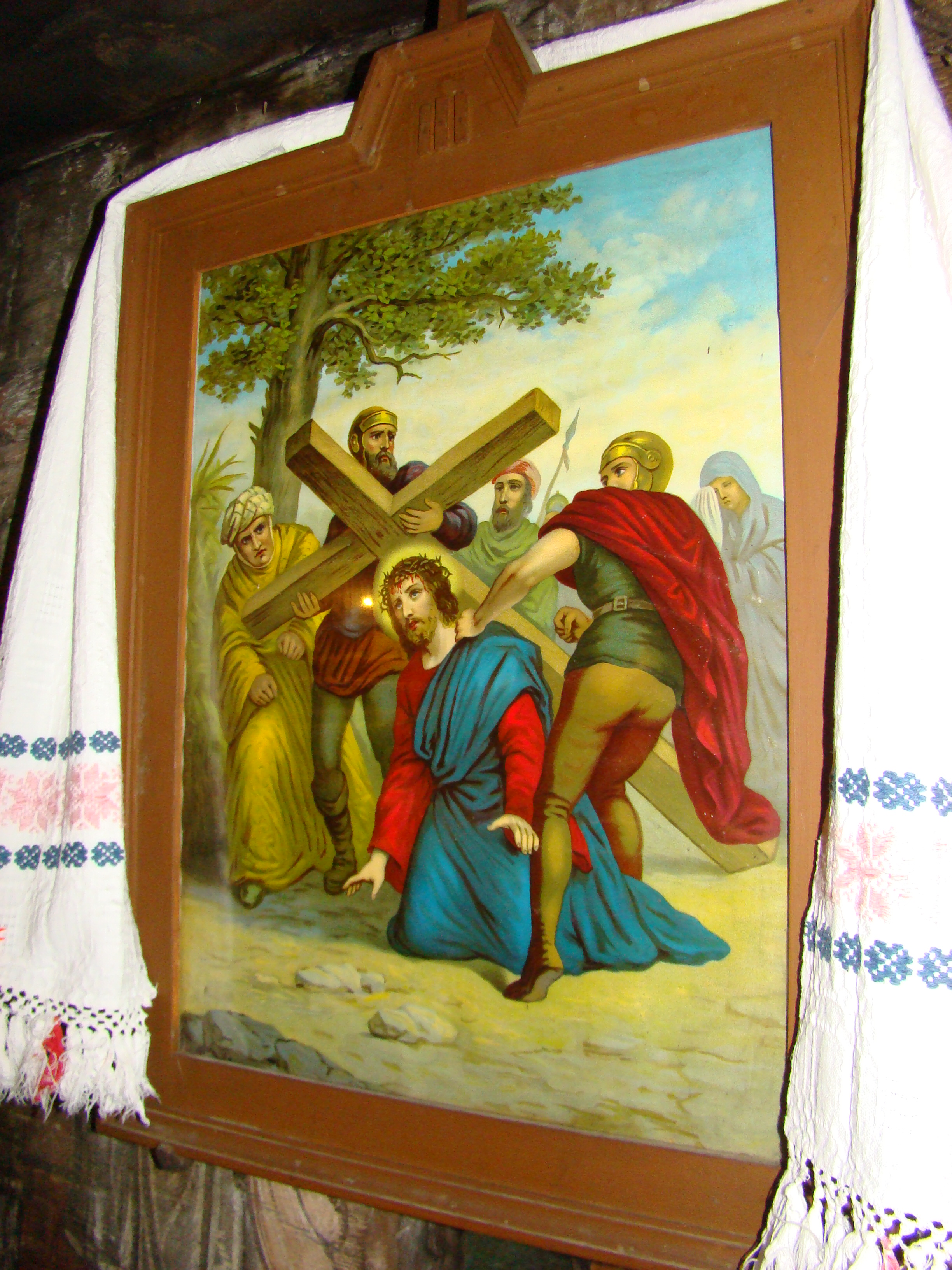
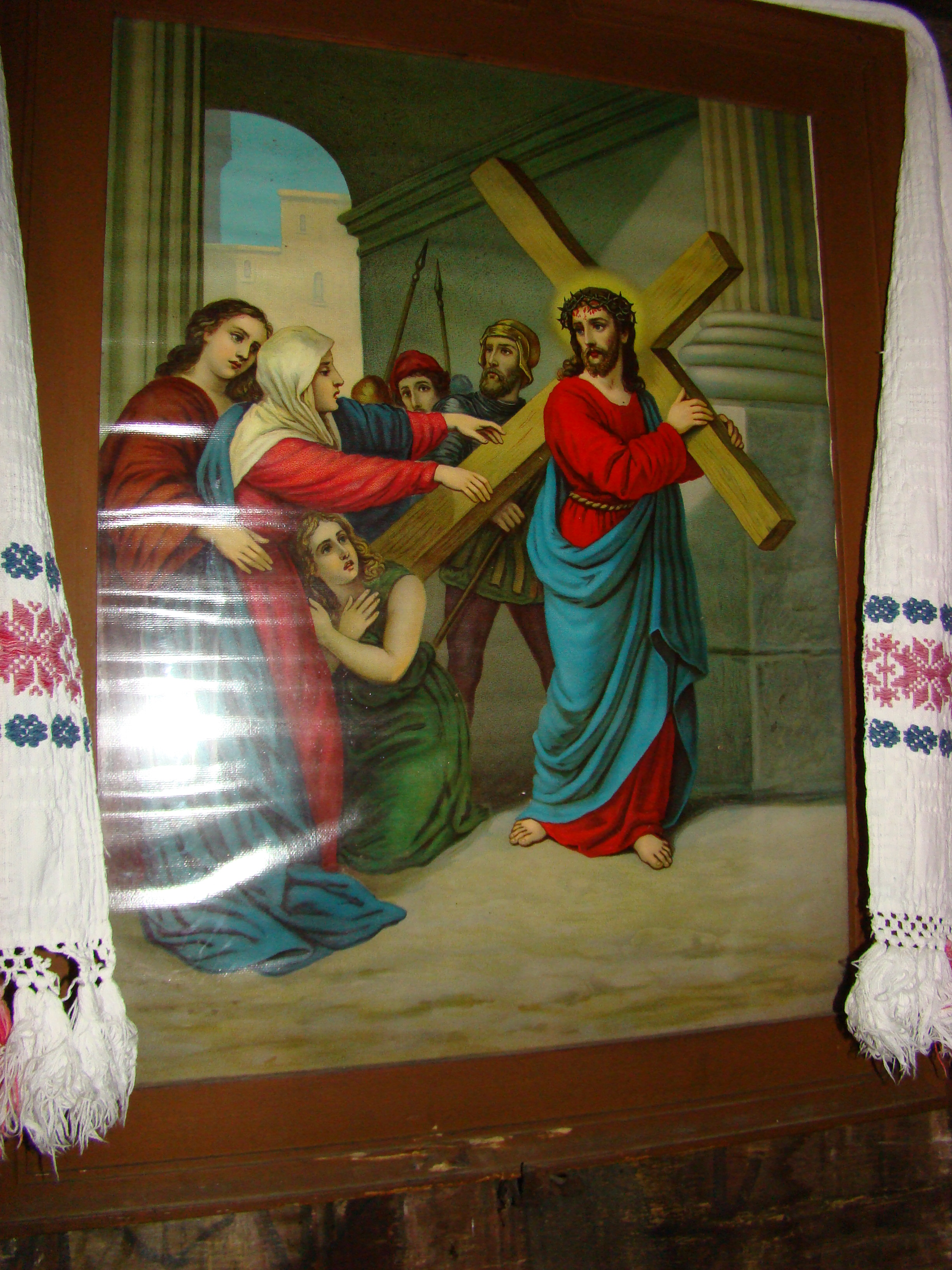
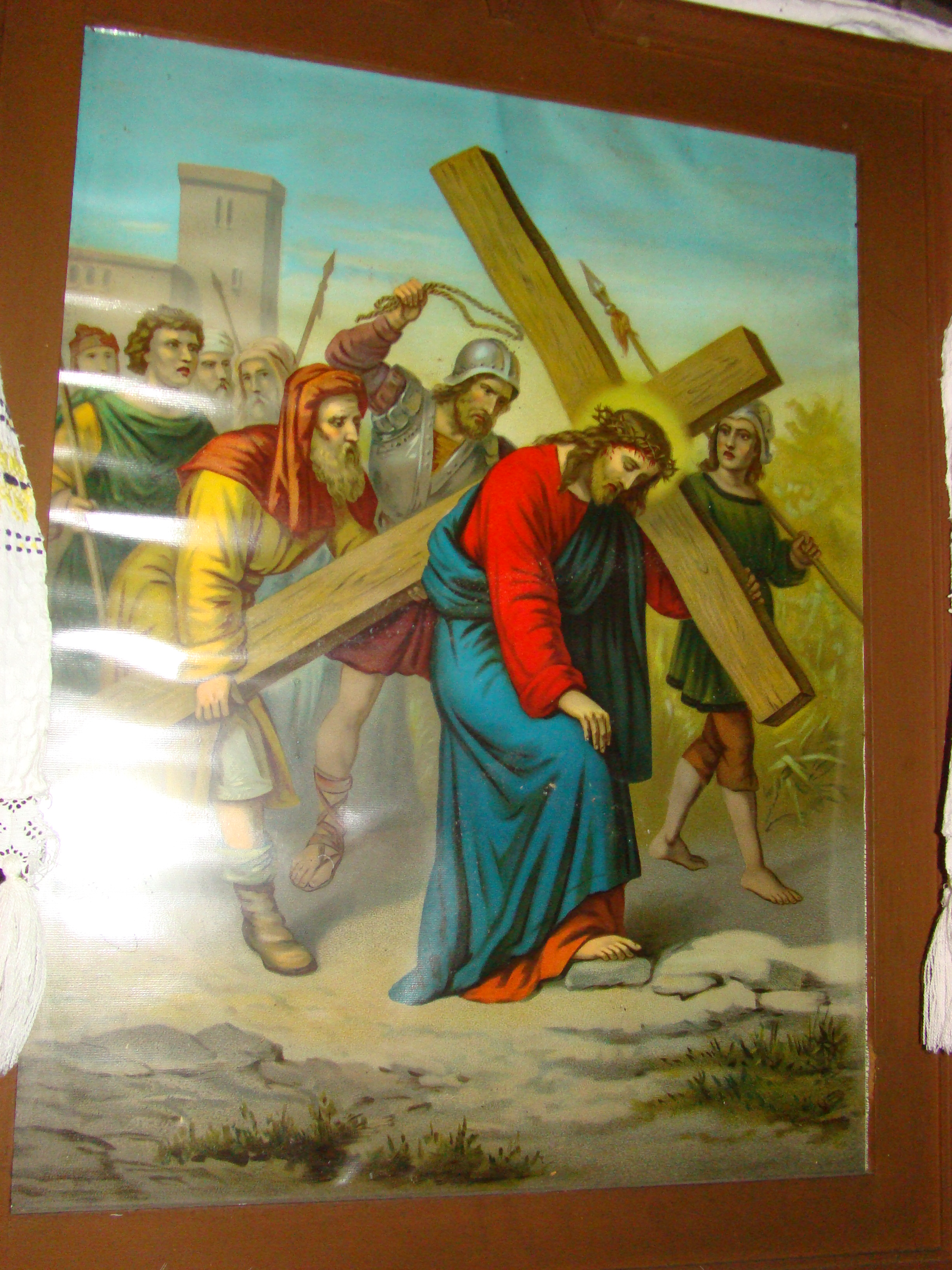
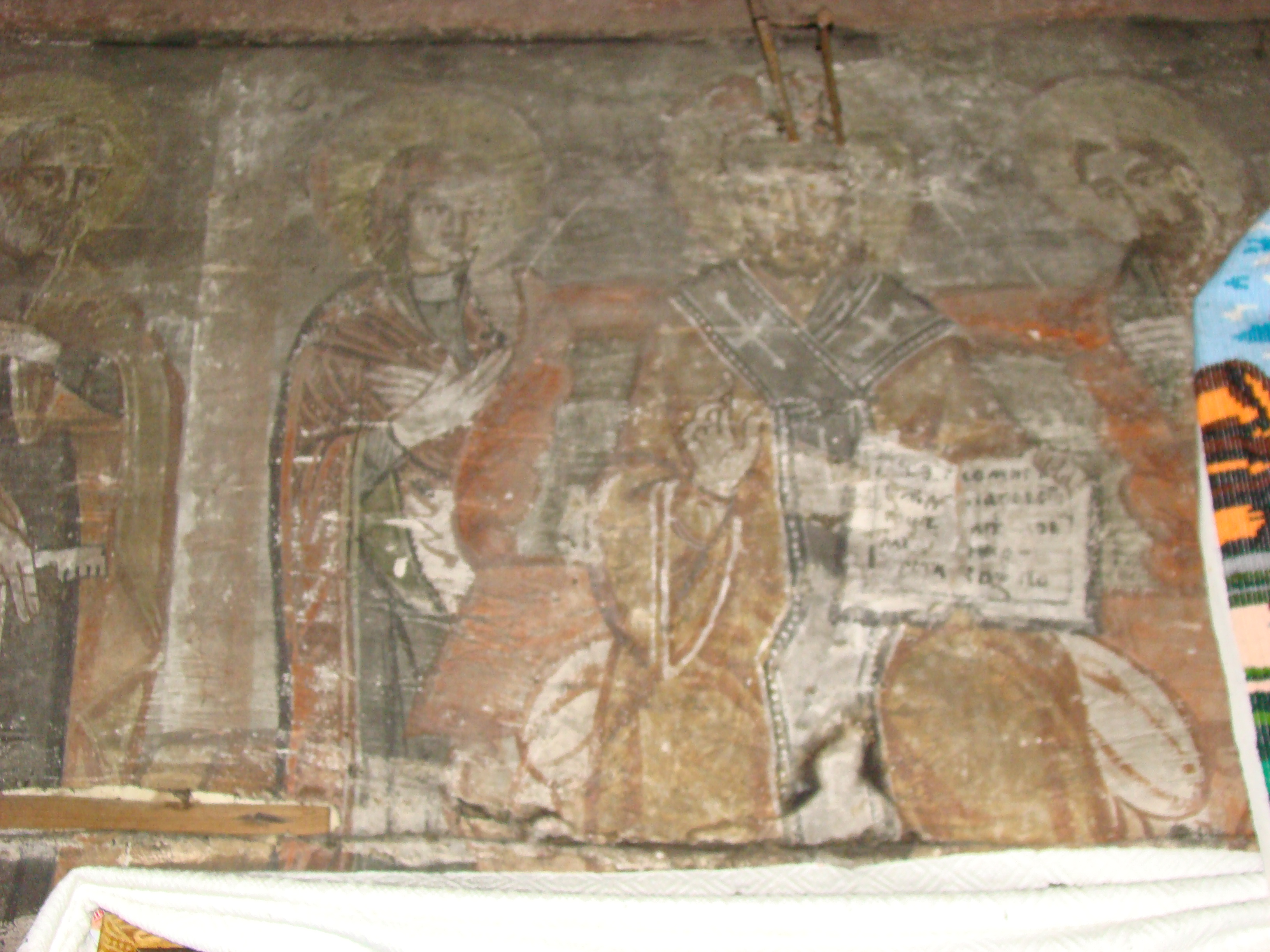
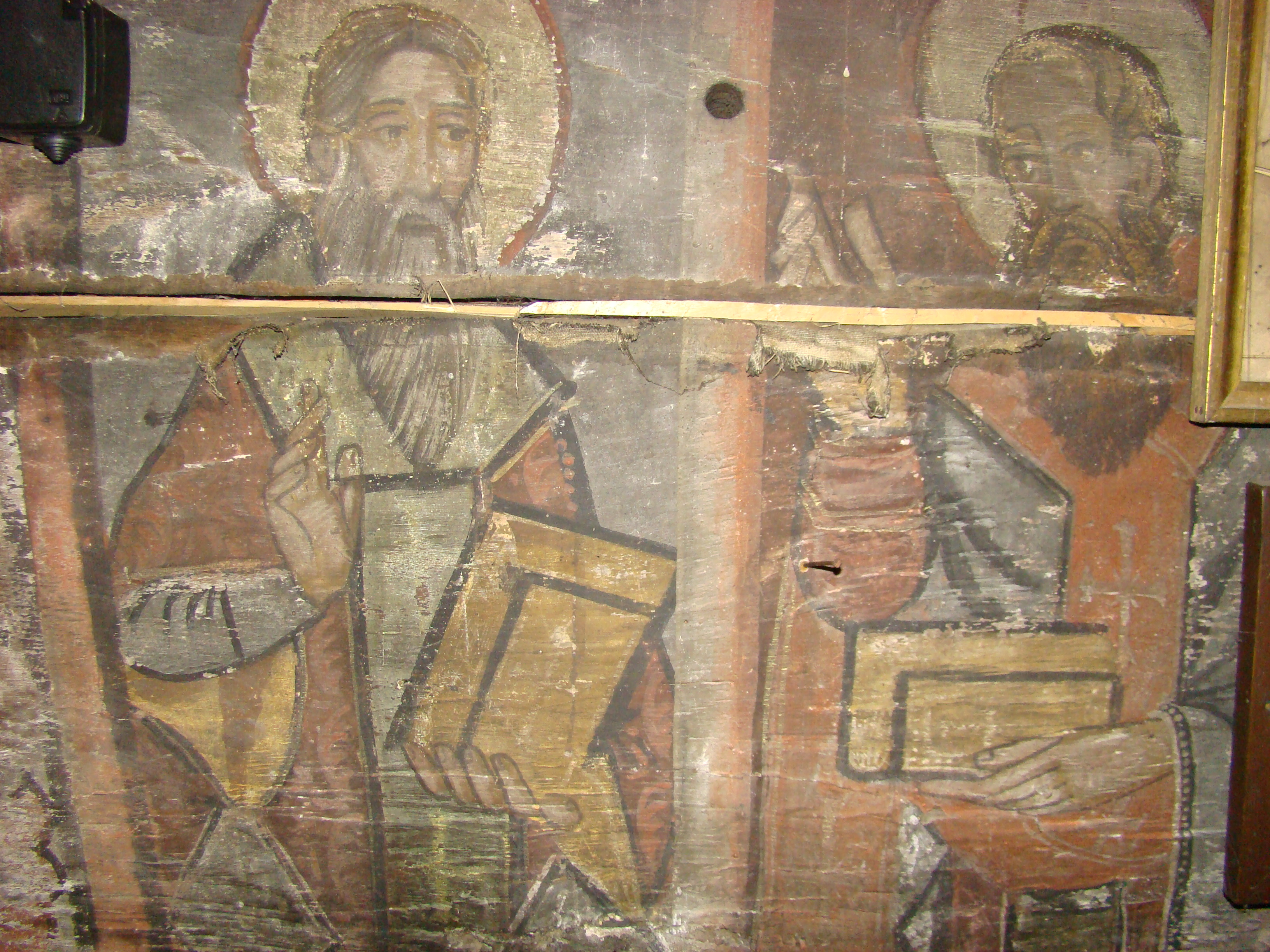
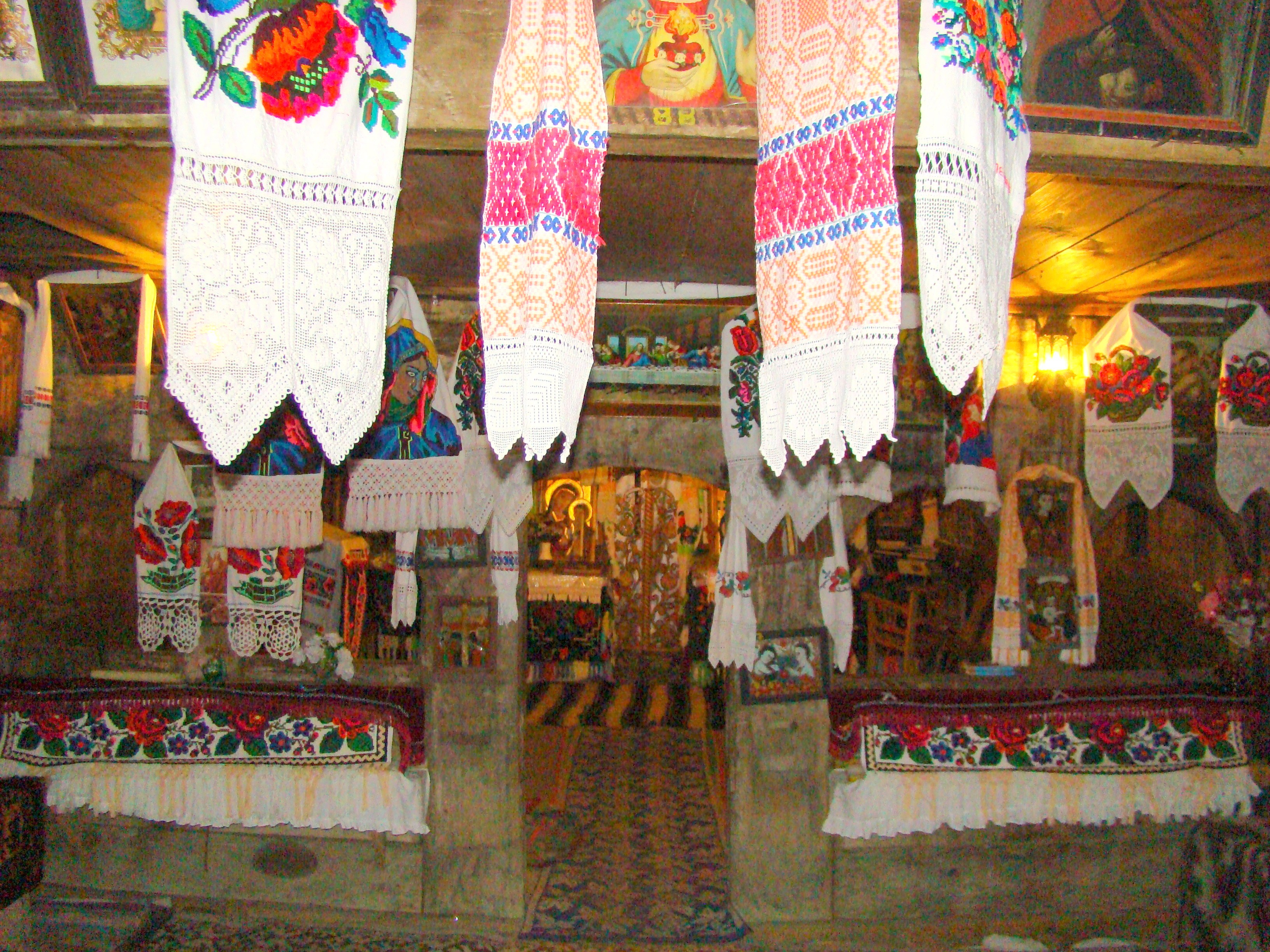
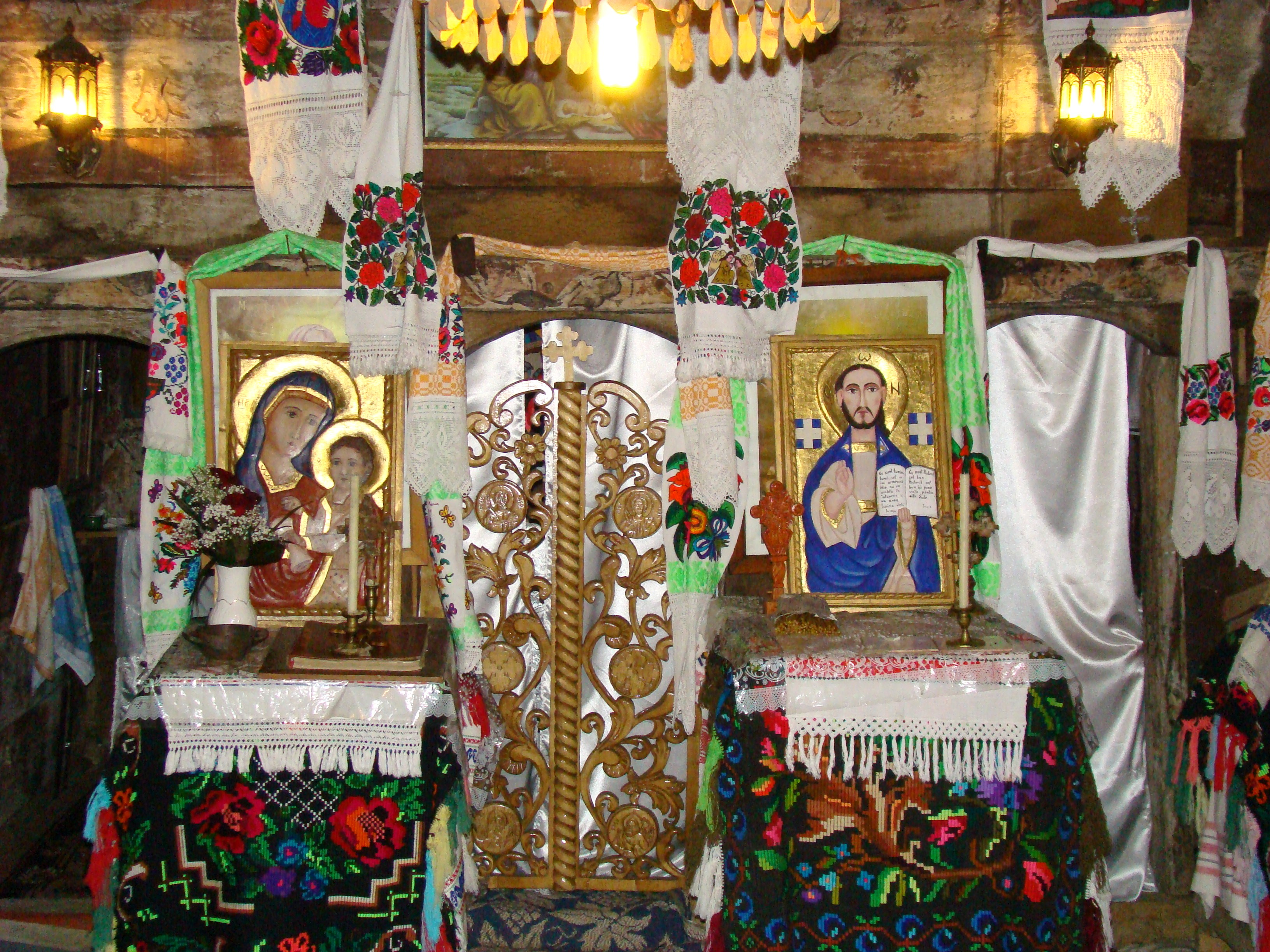

## Imagini din exterior

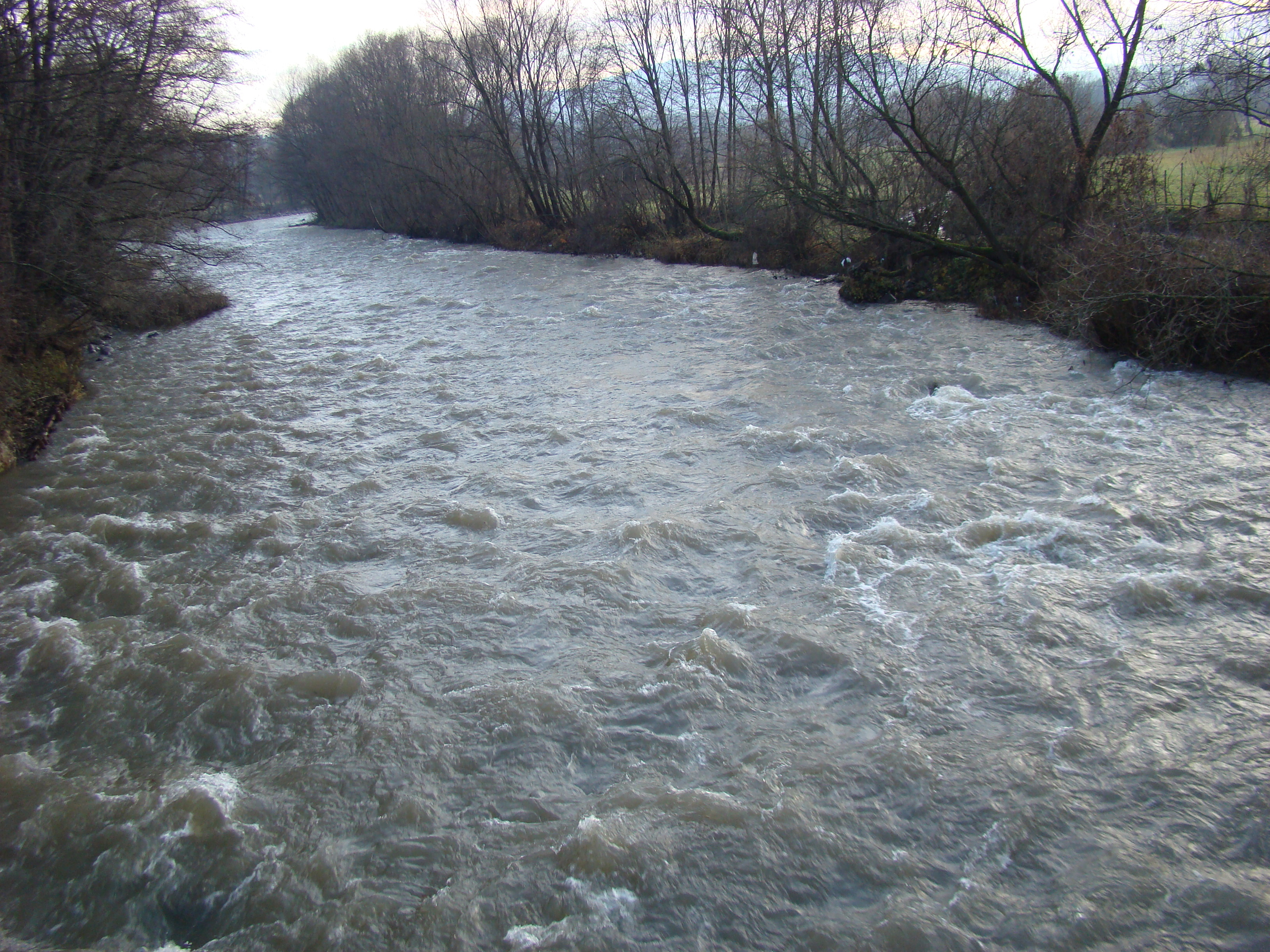
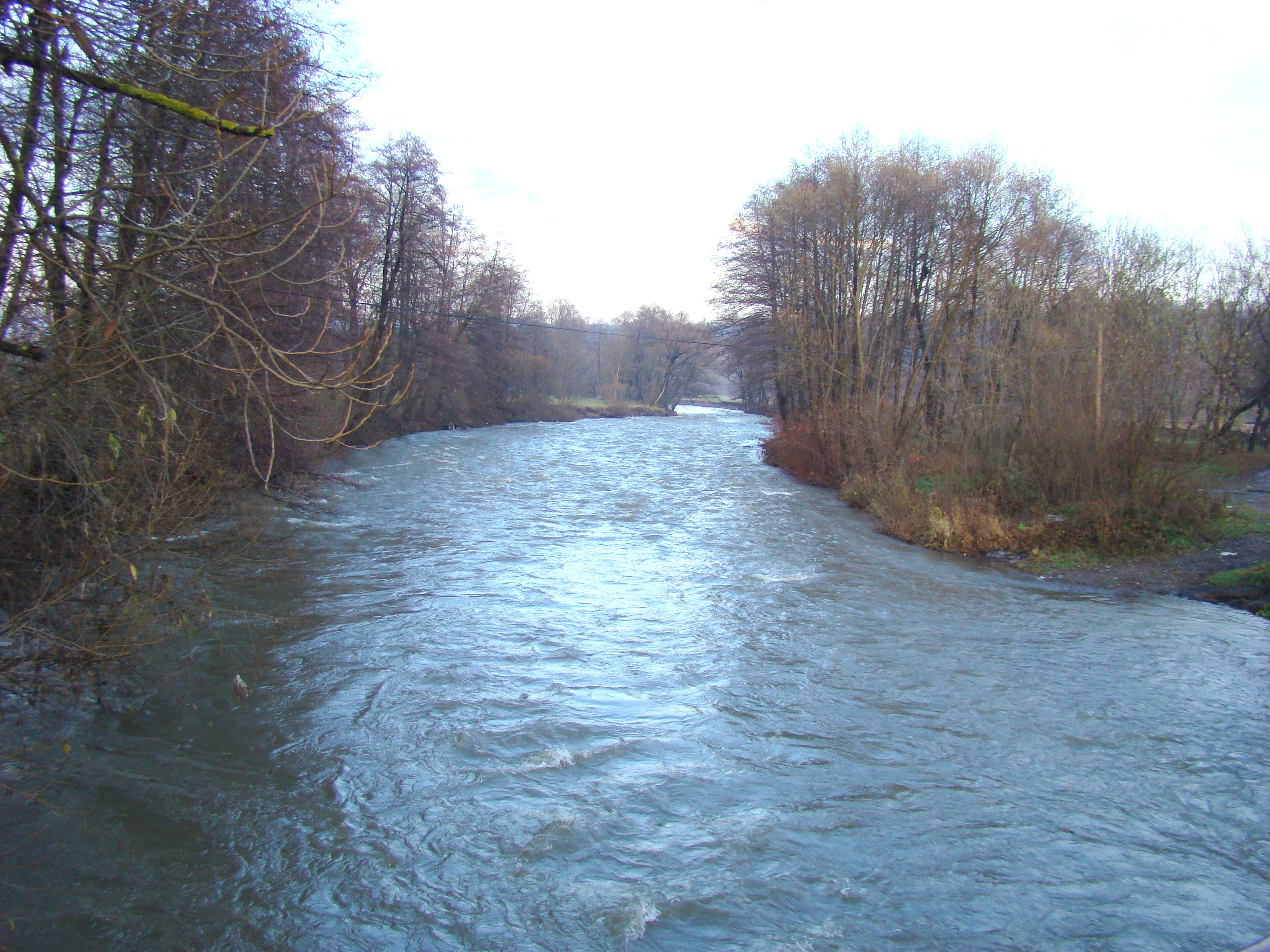
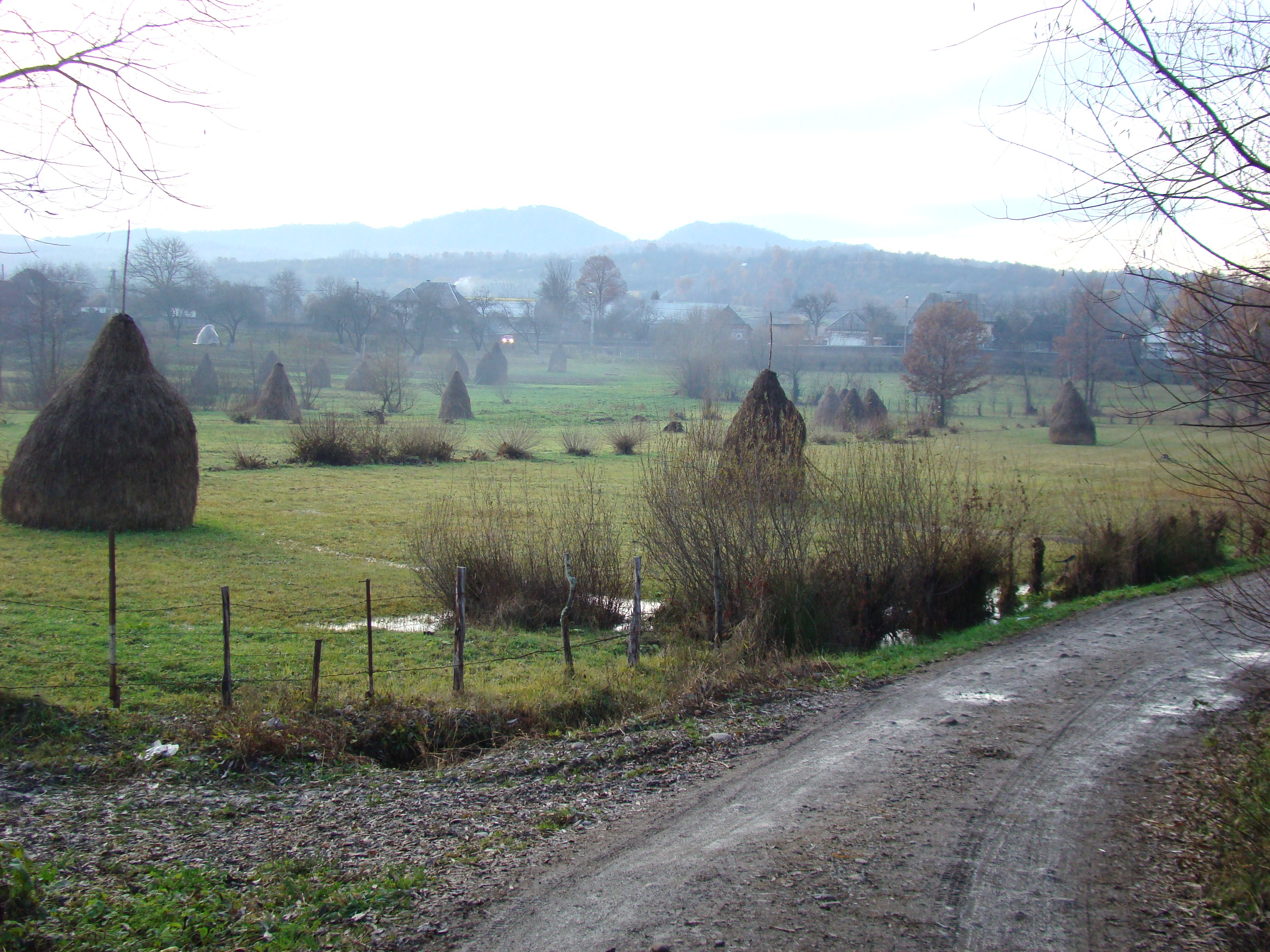
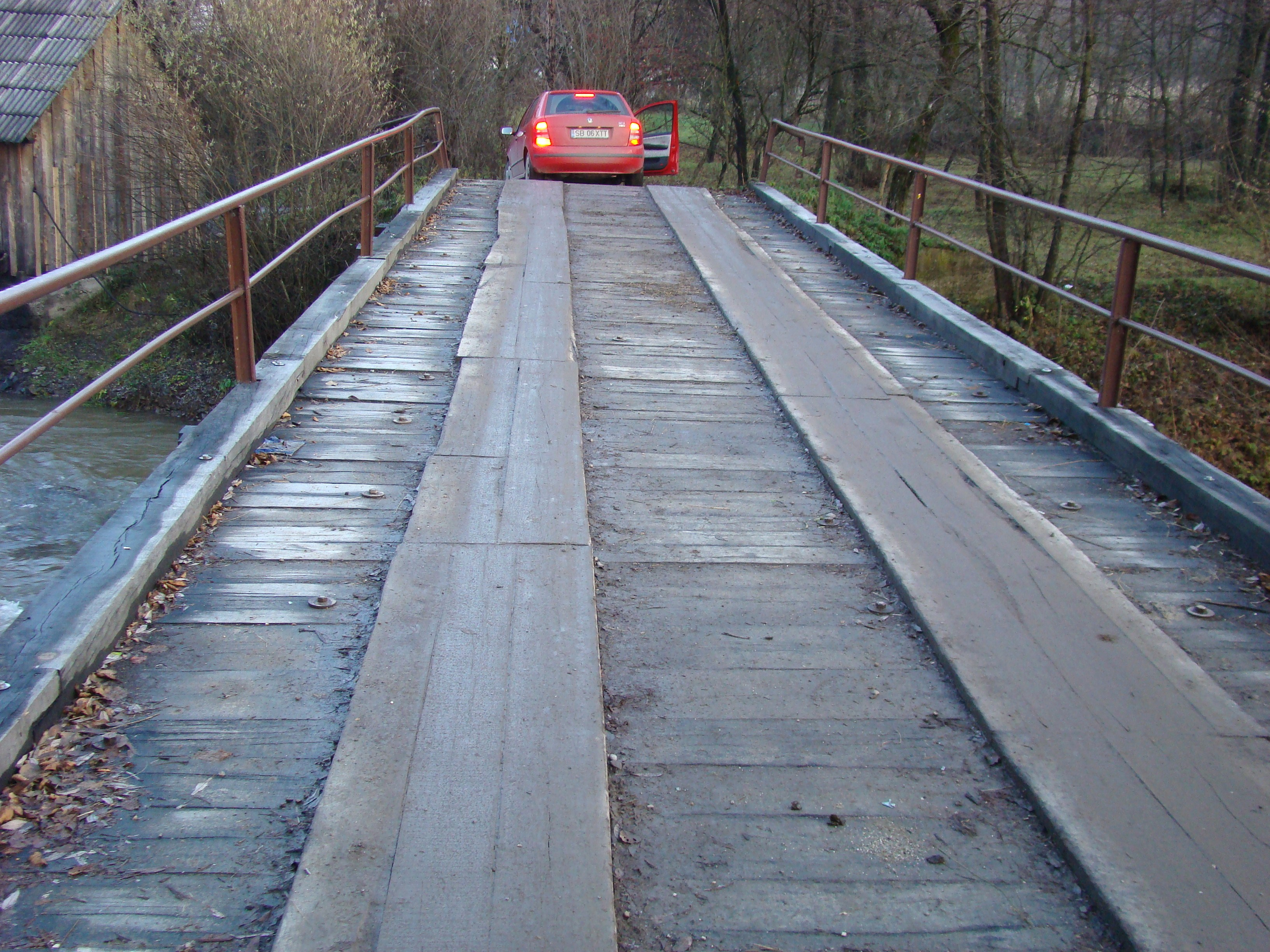
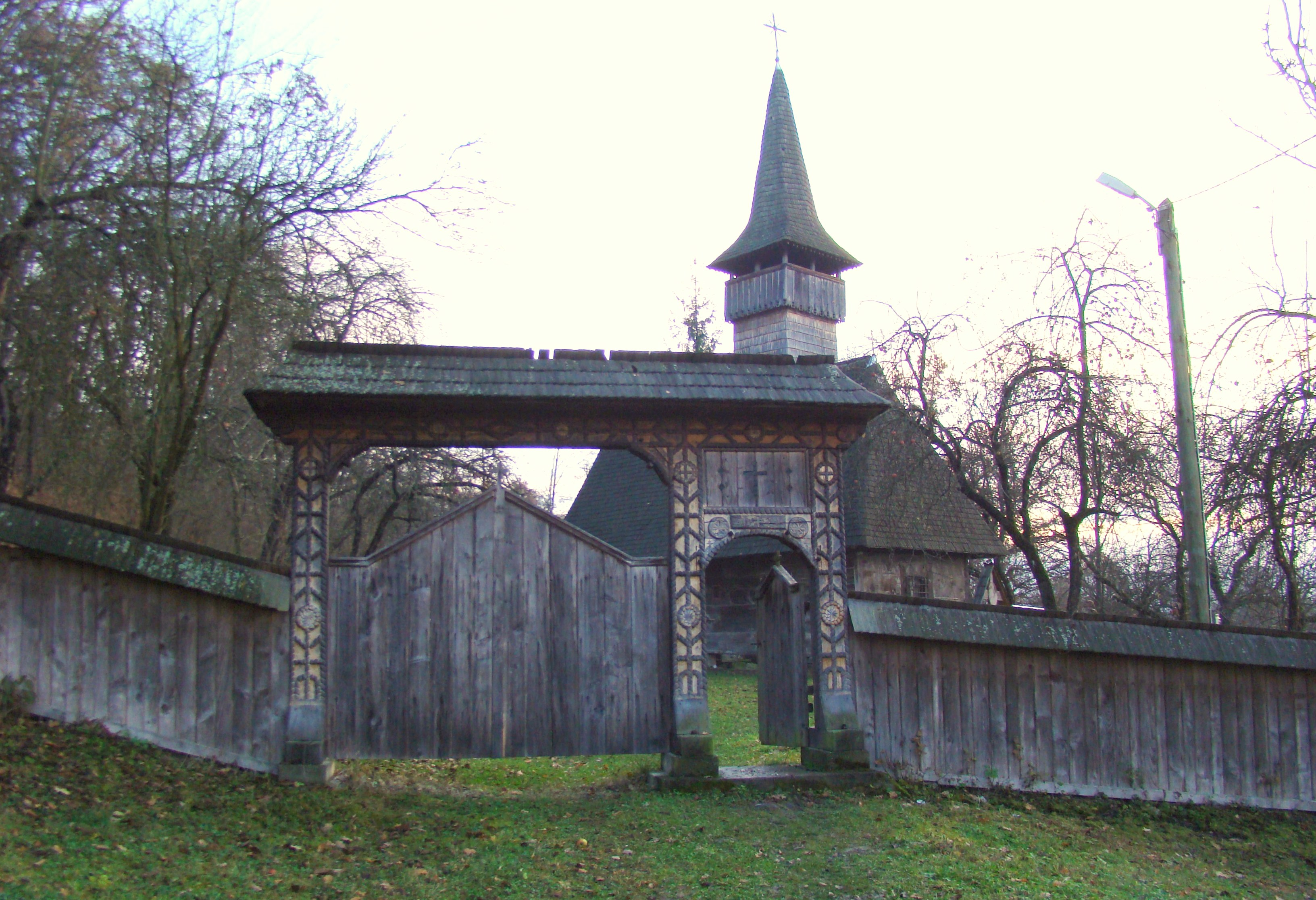
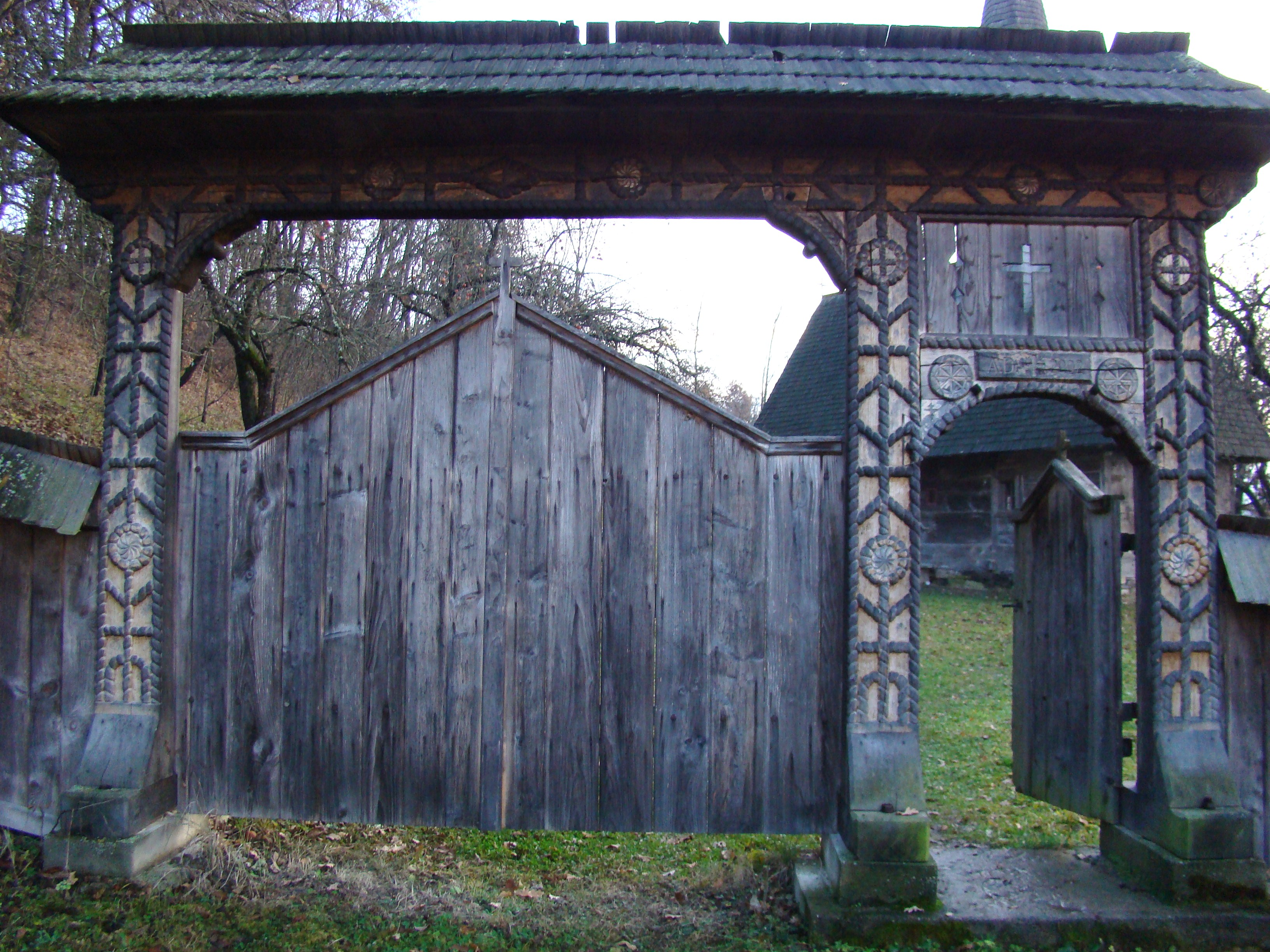
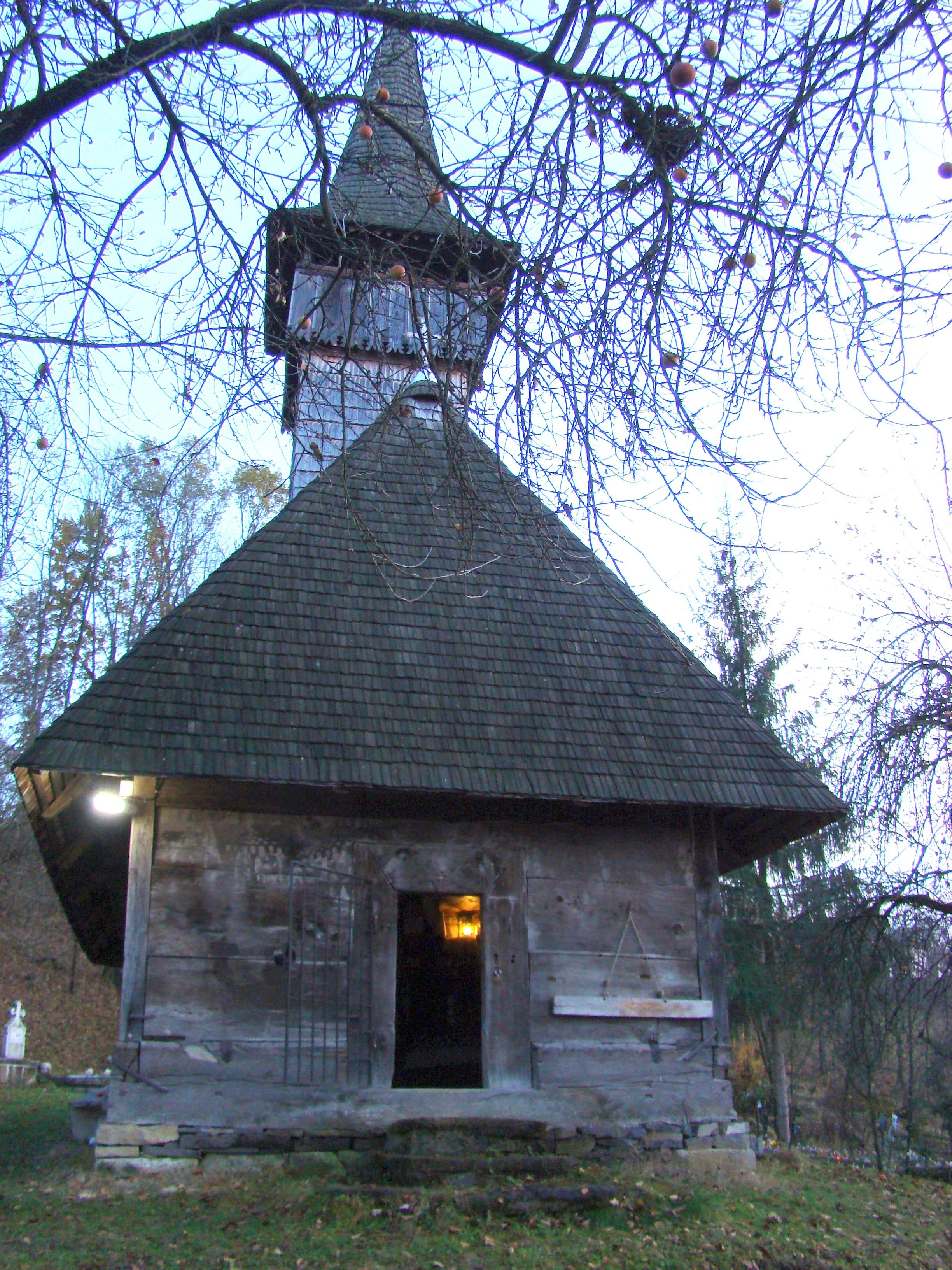
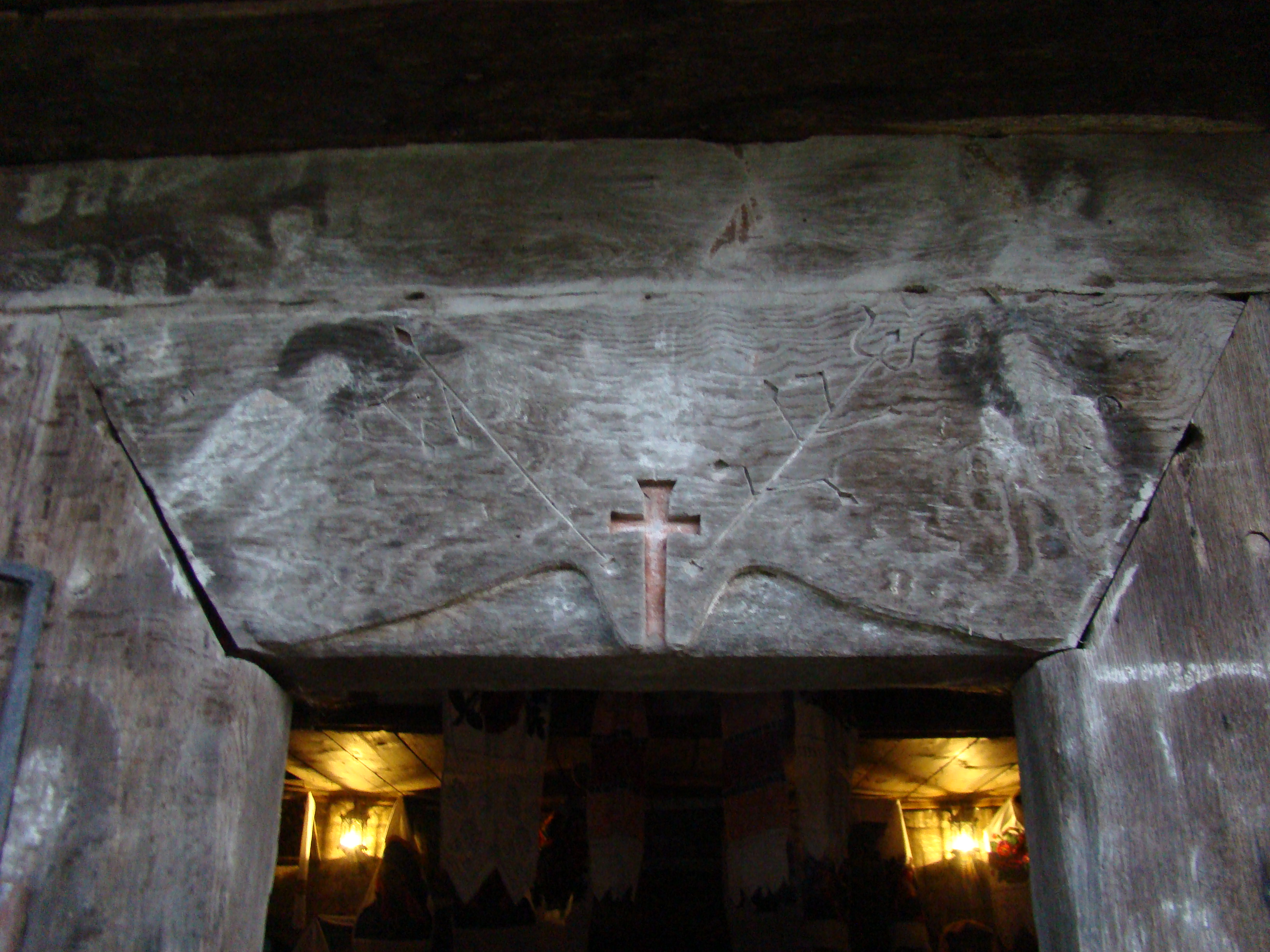
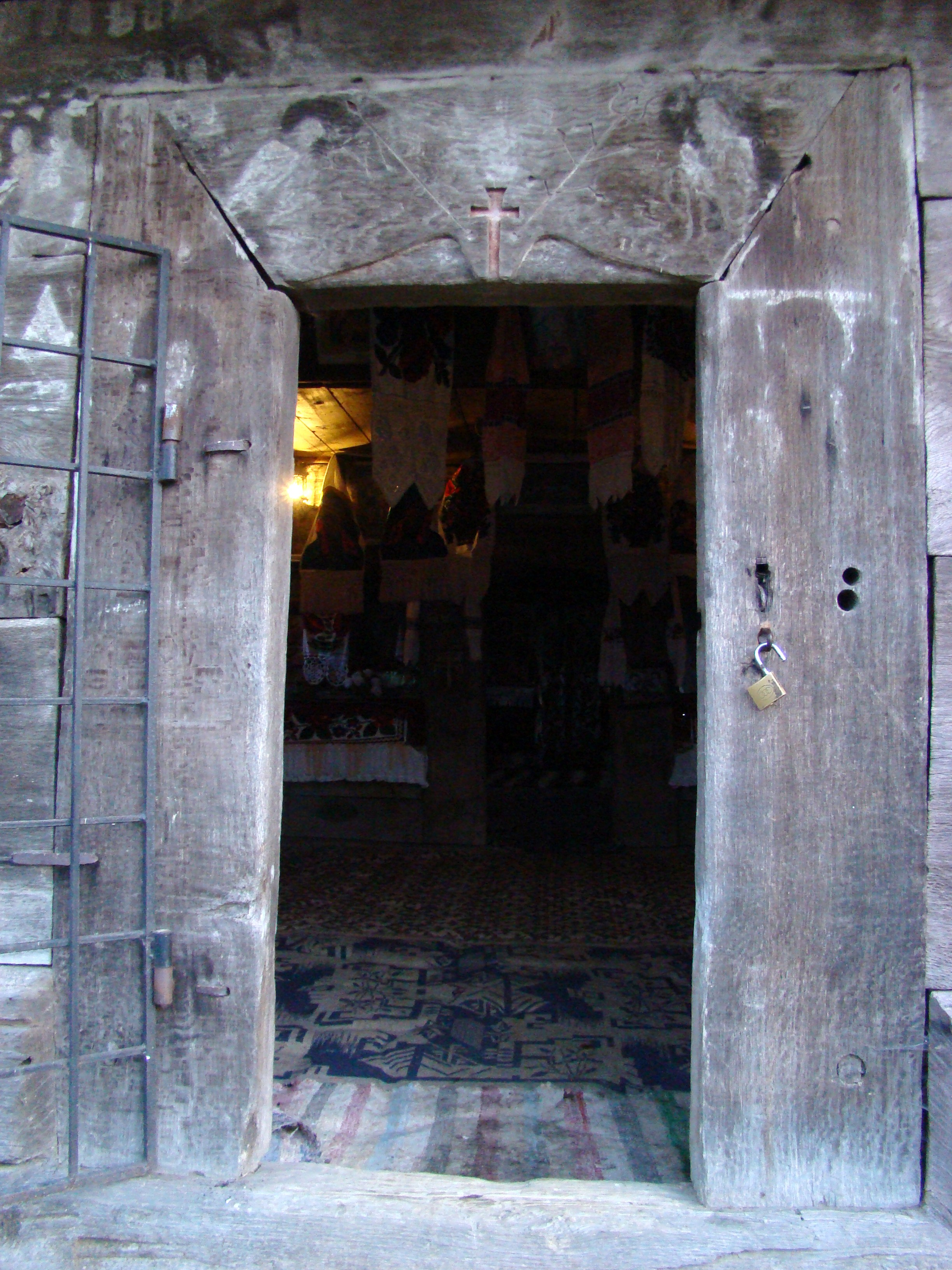
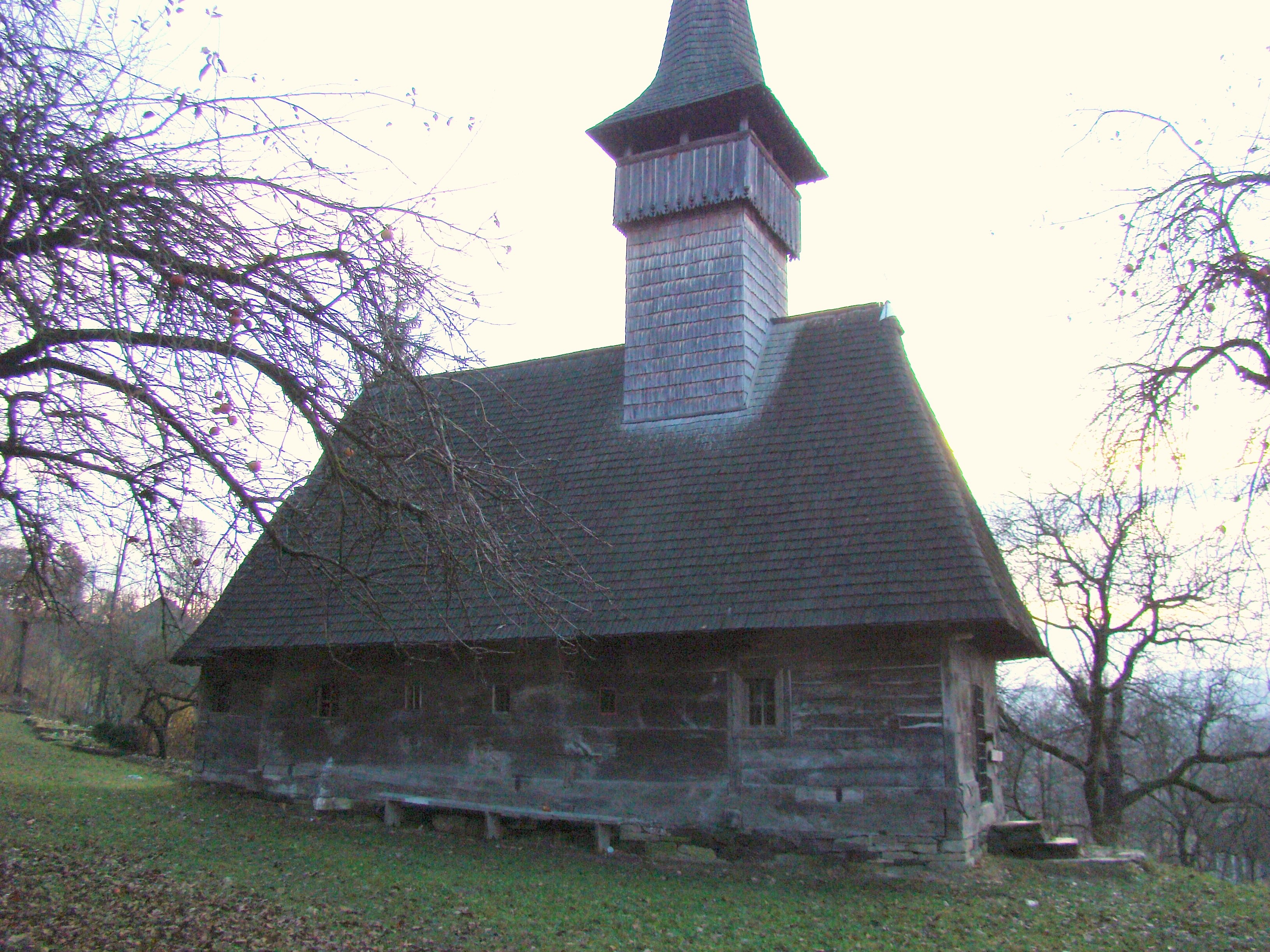
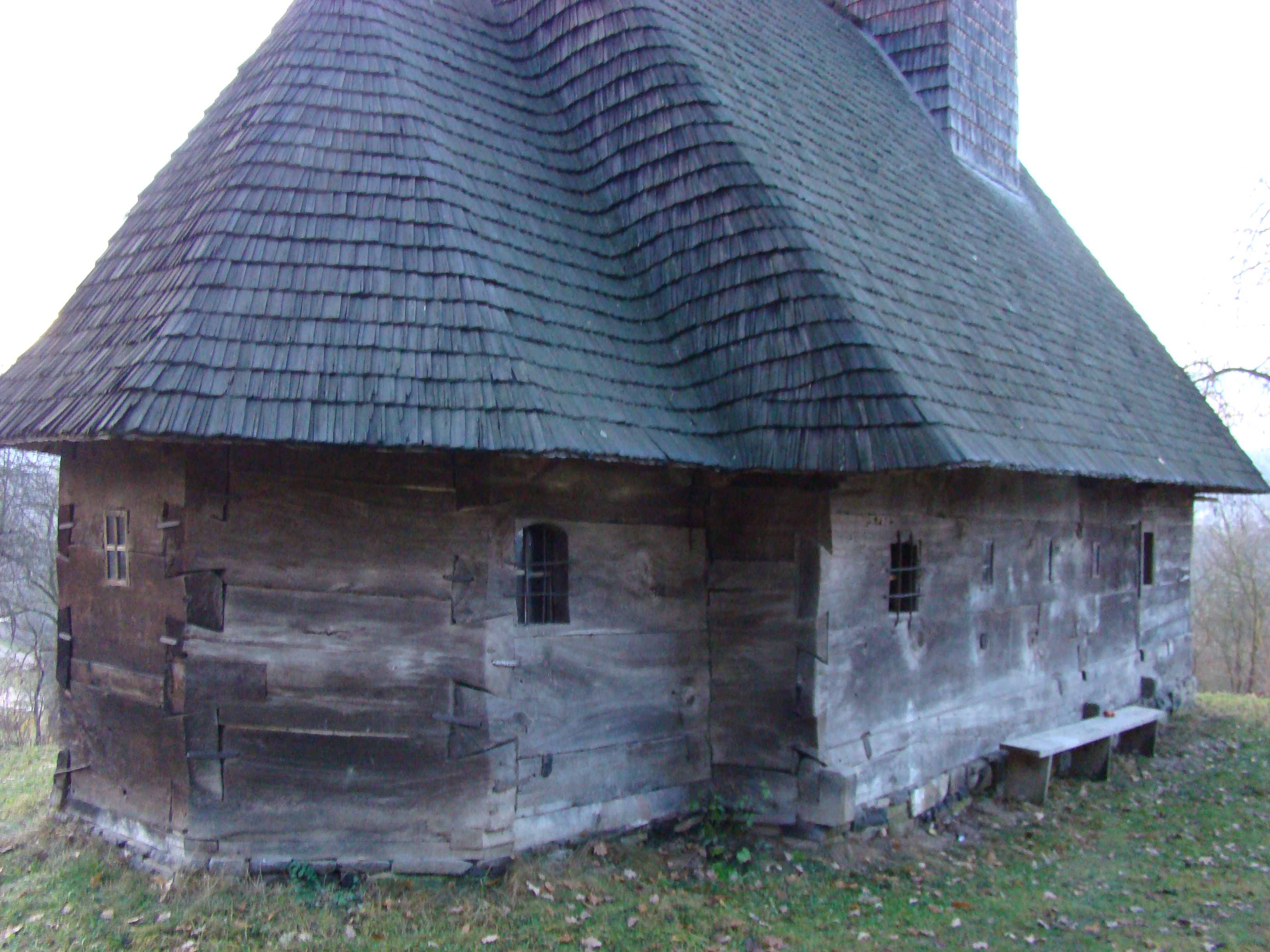
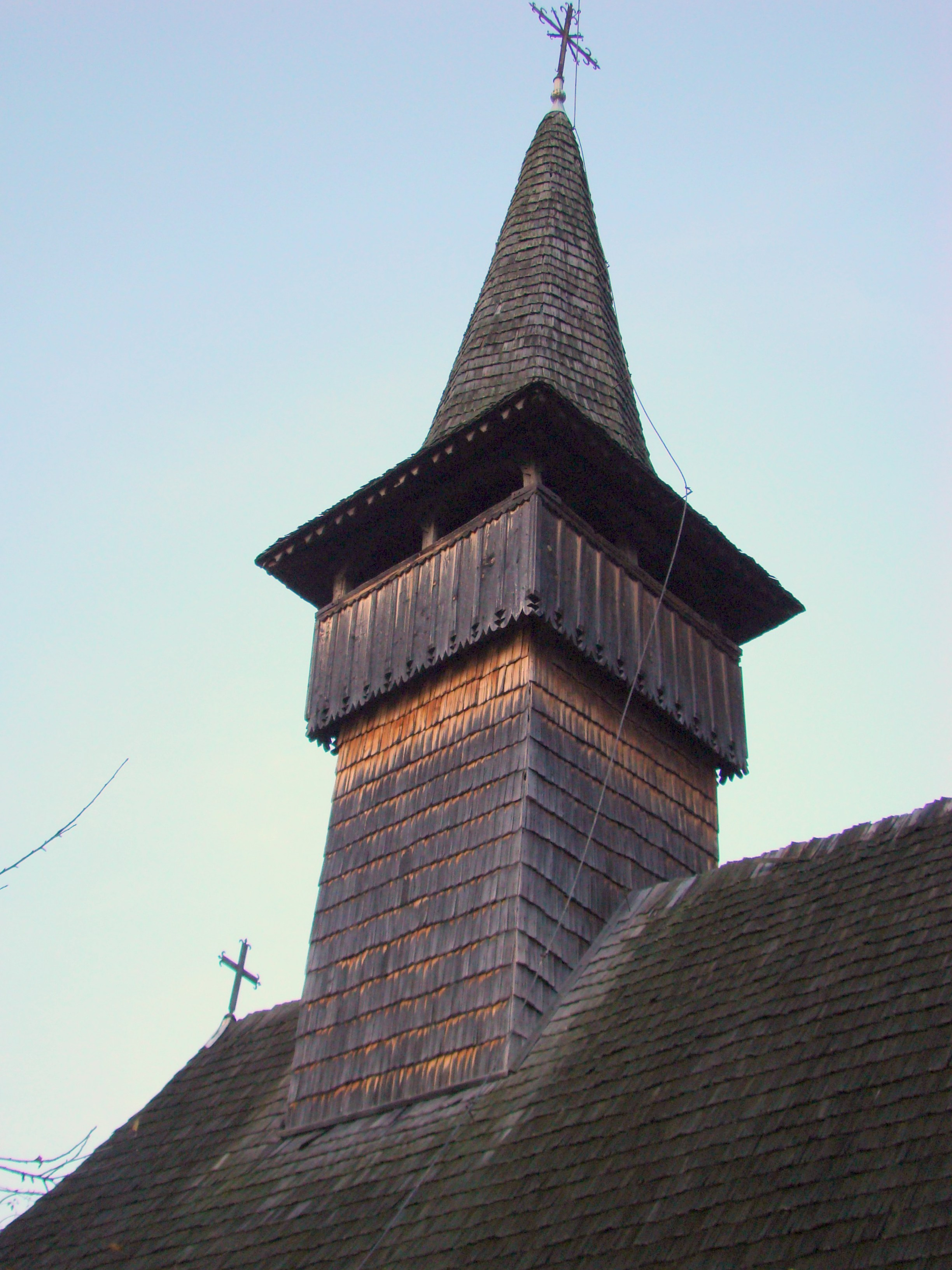
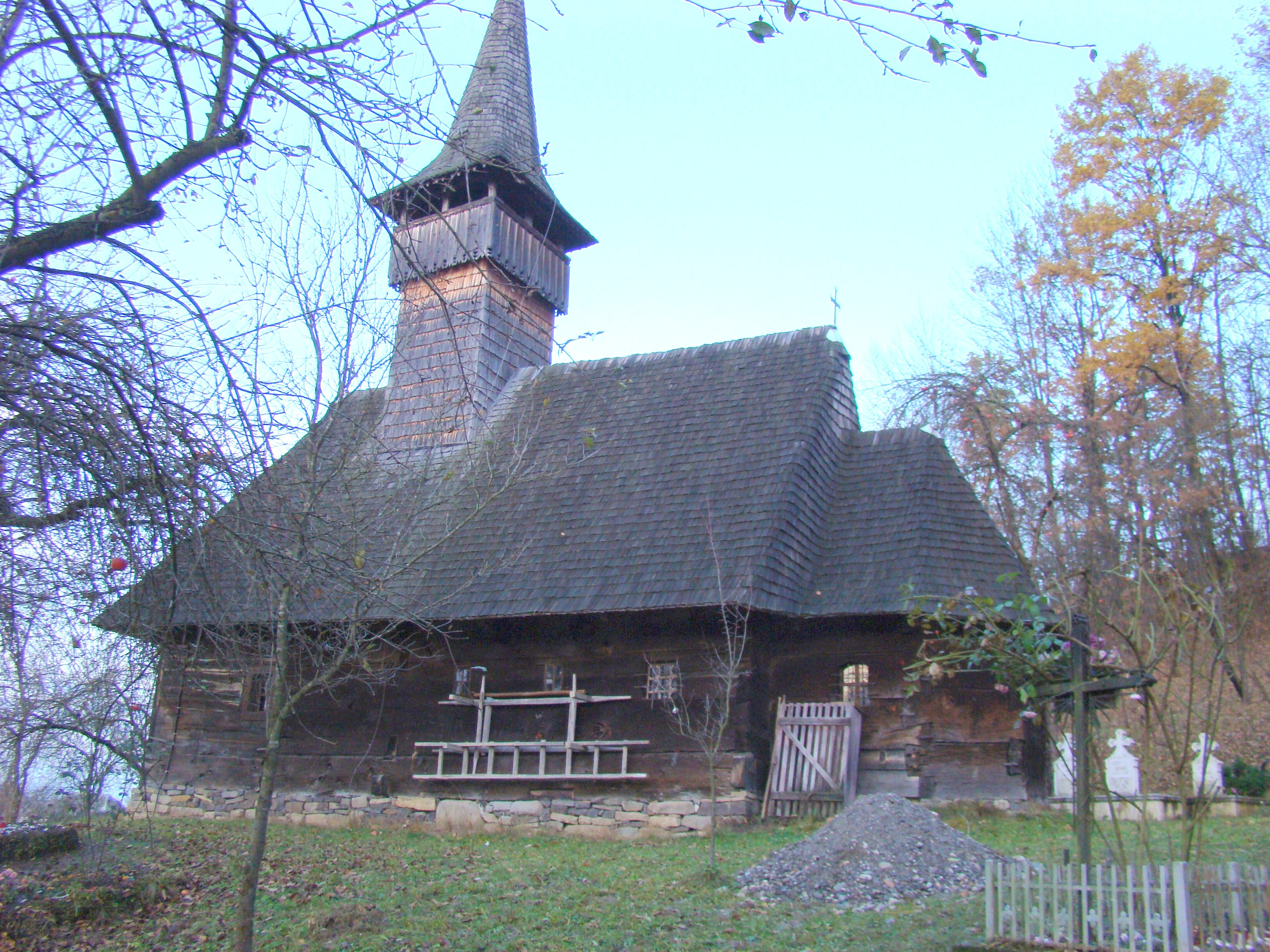
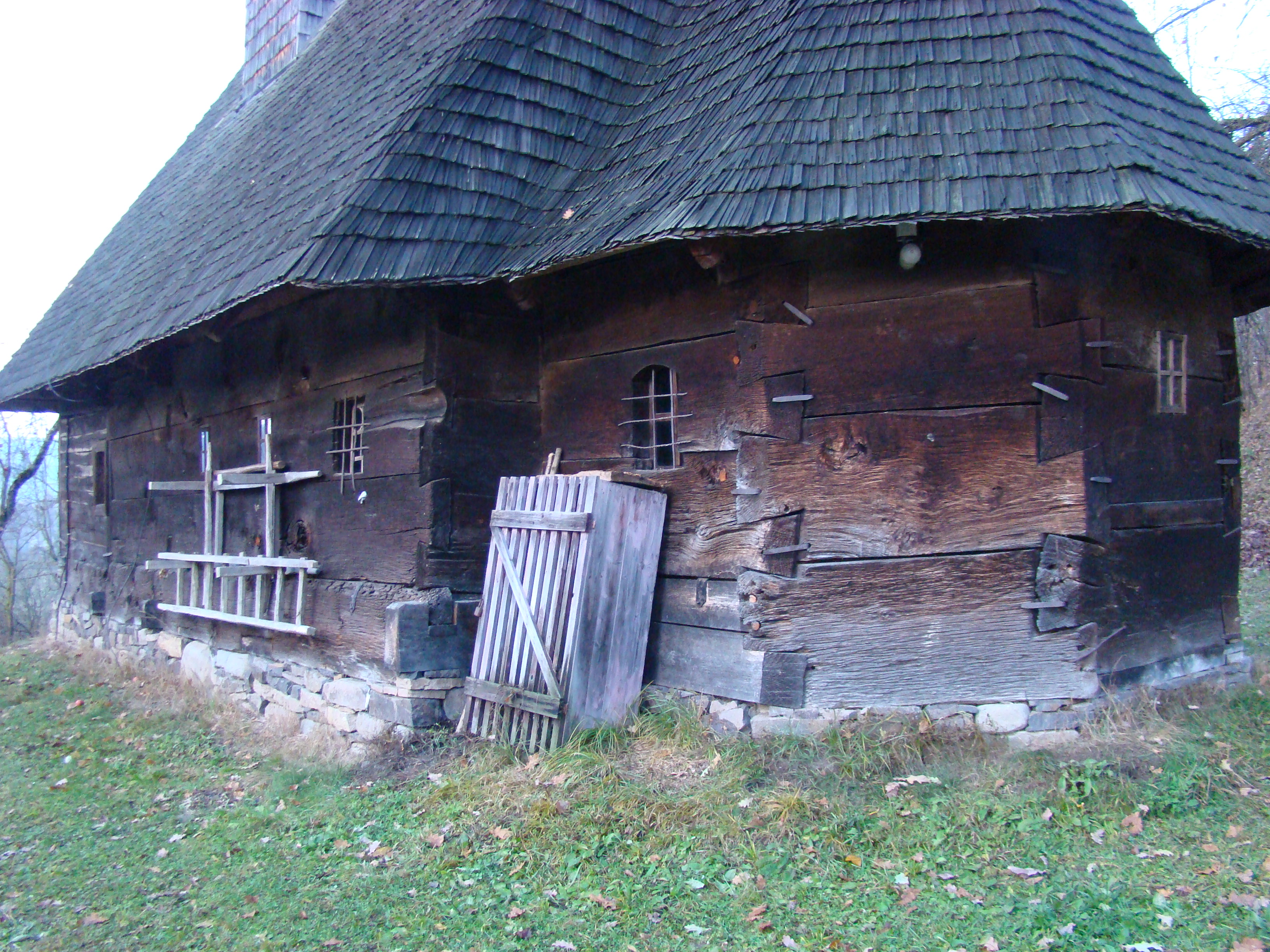
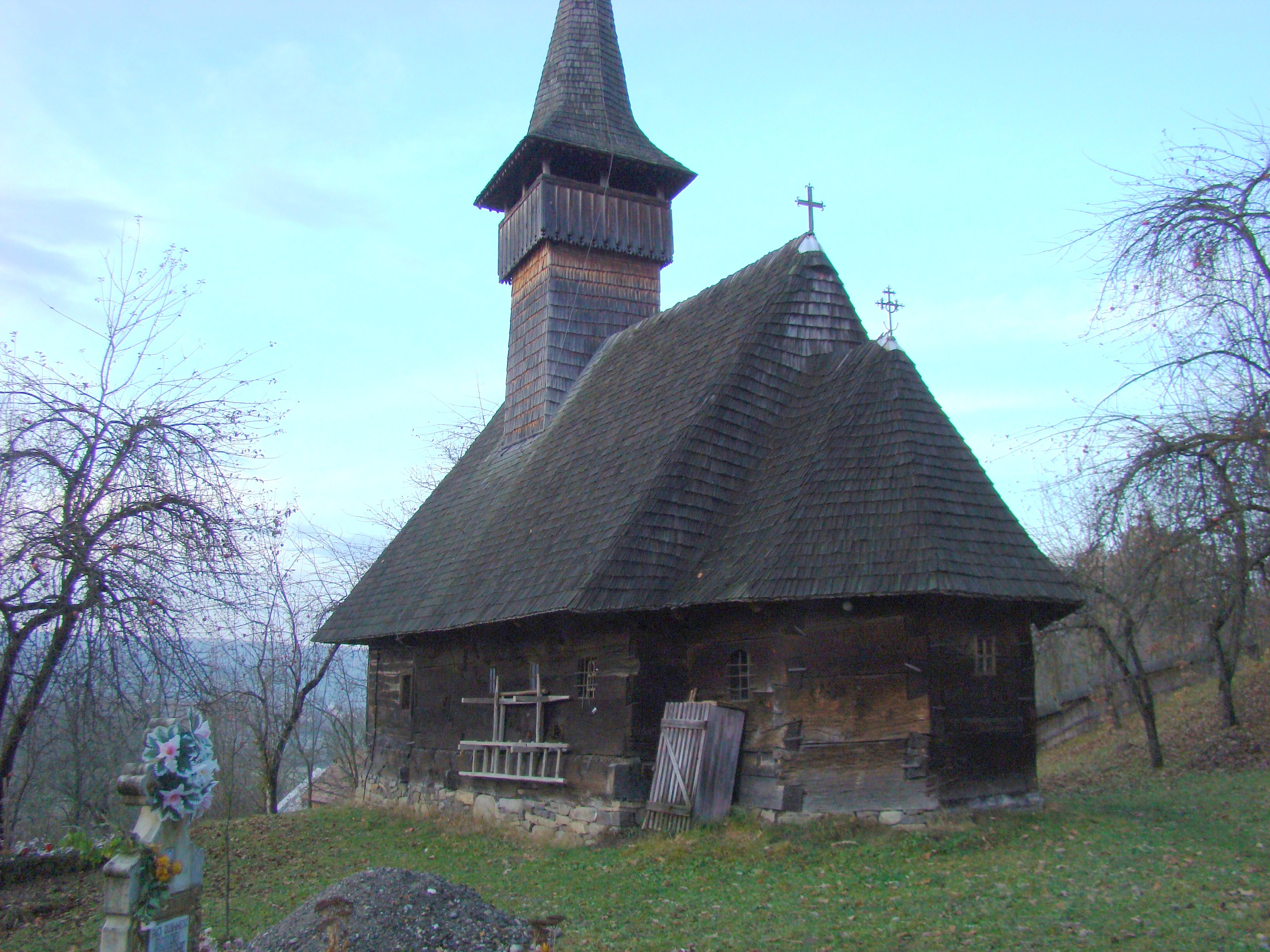
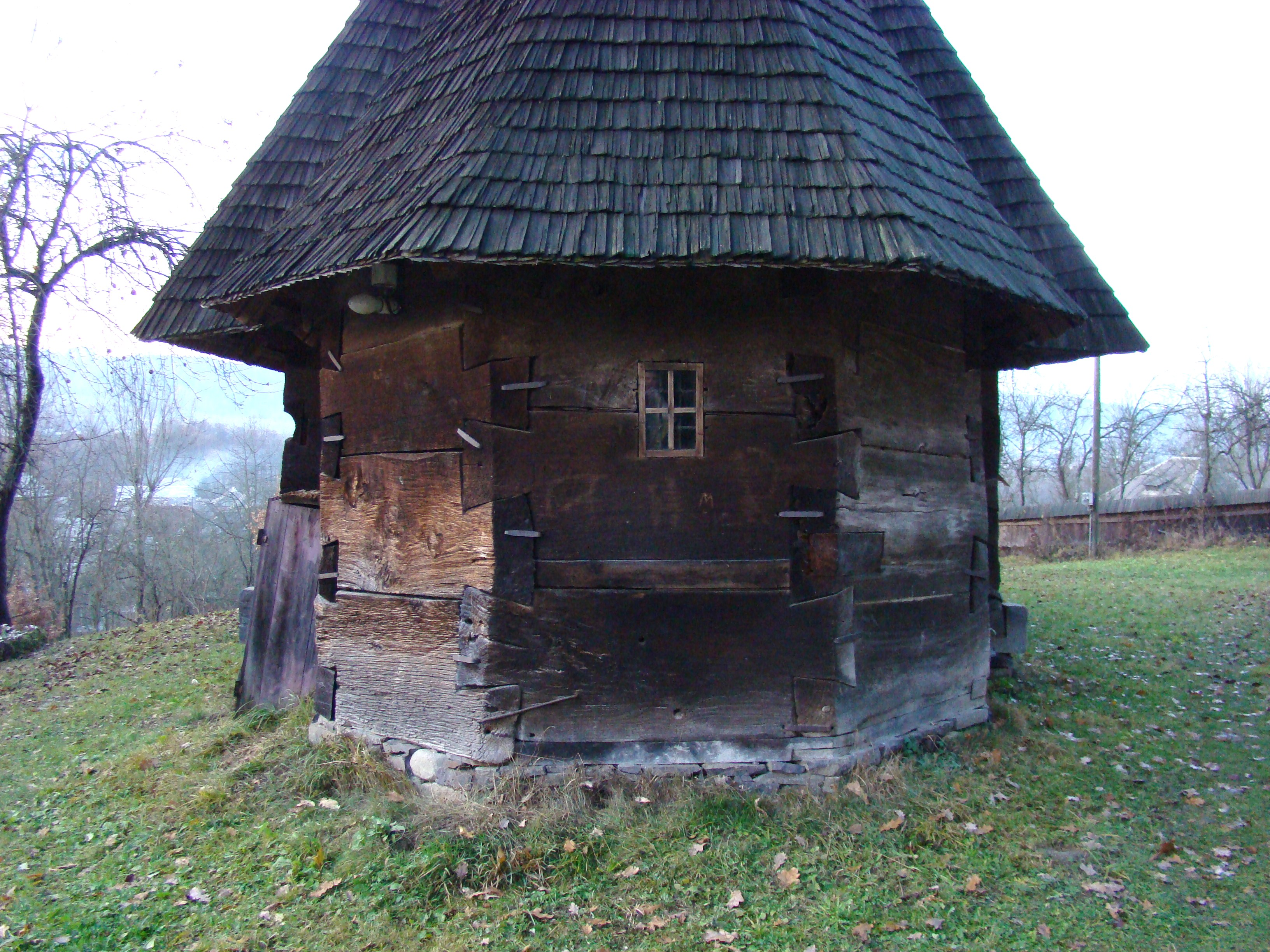
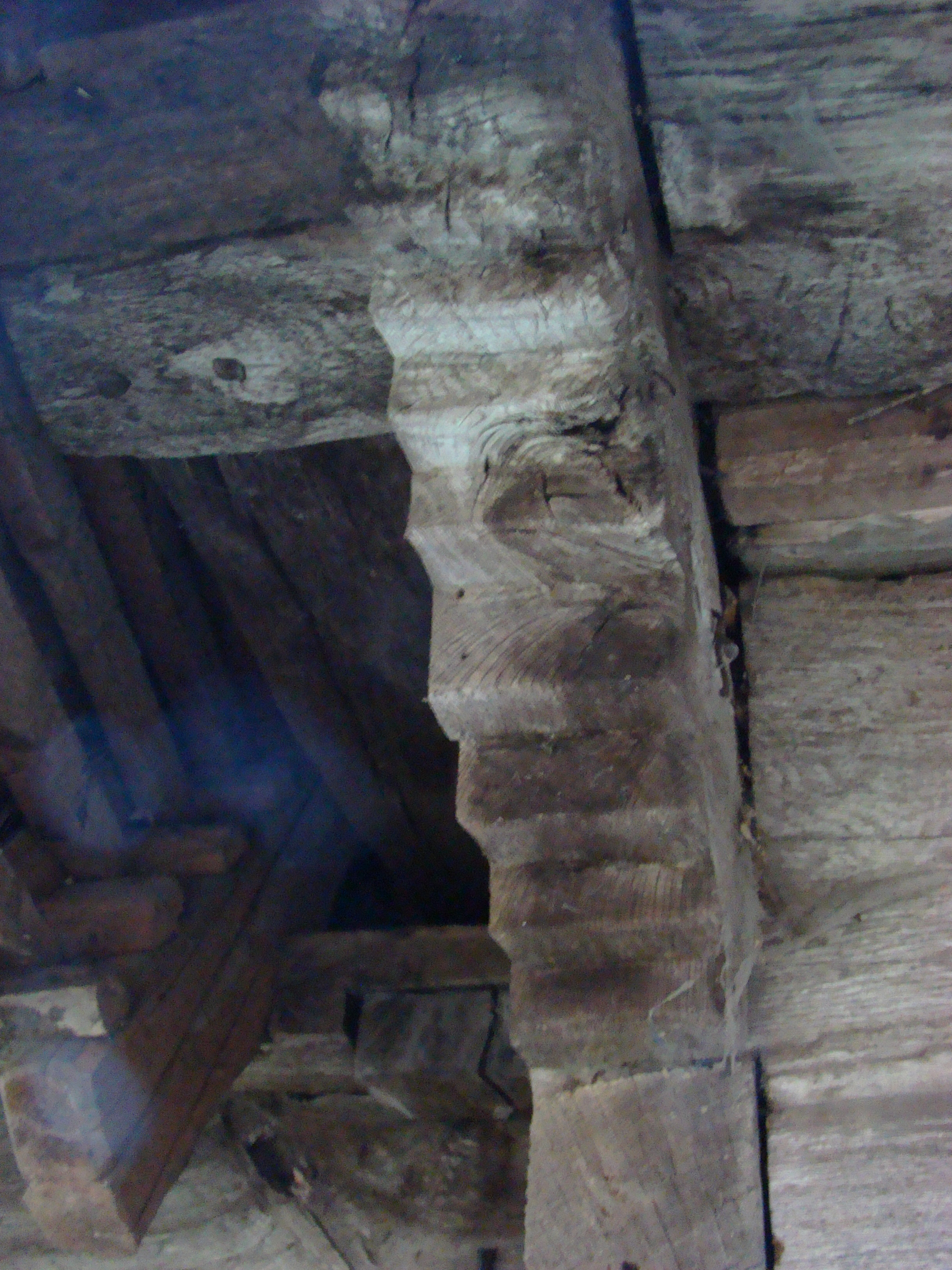
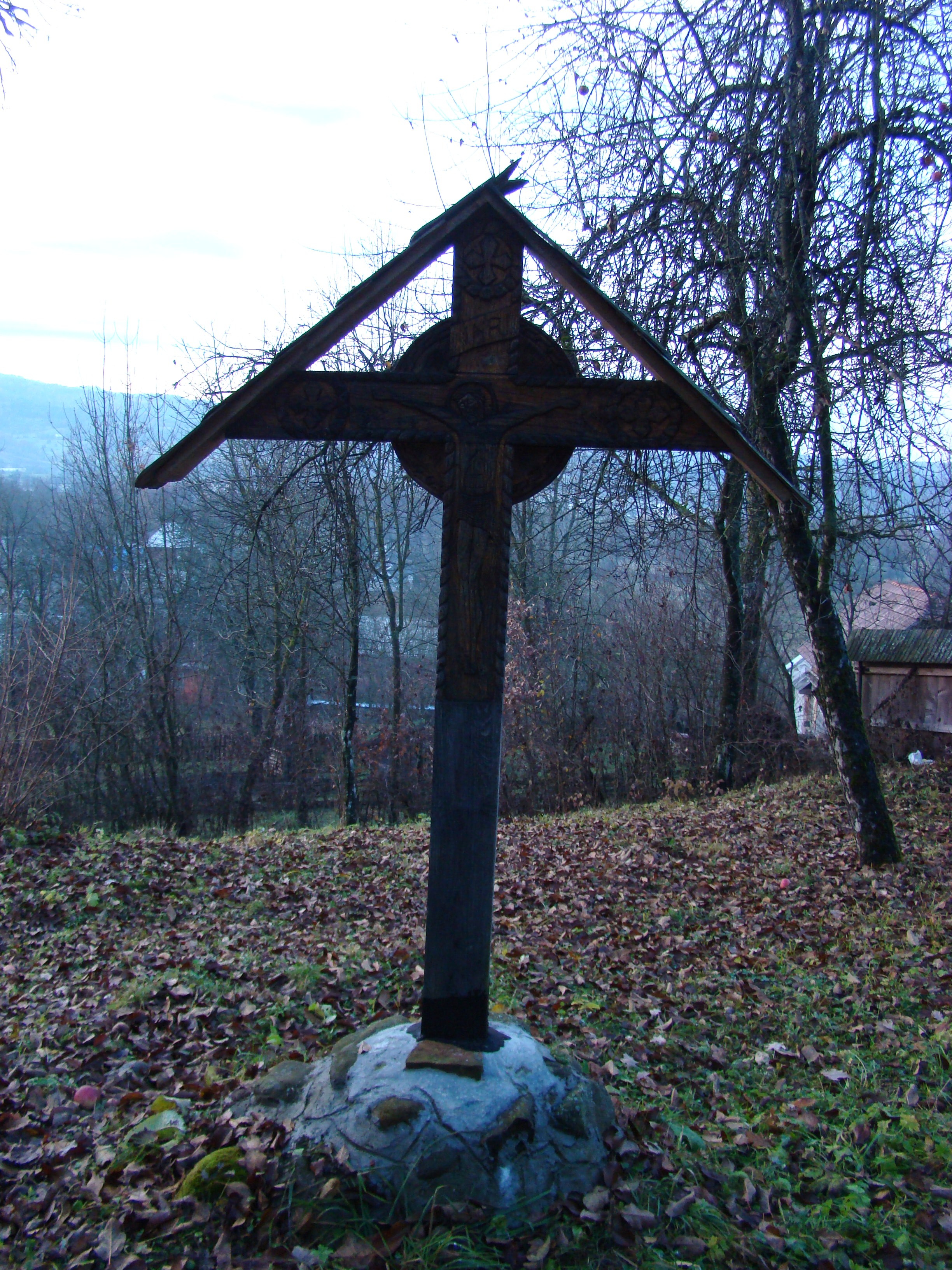
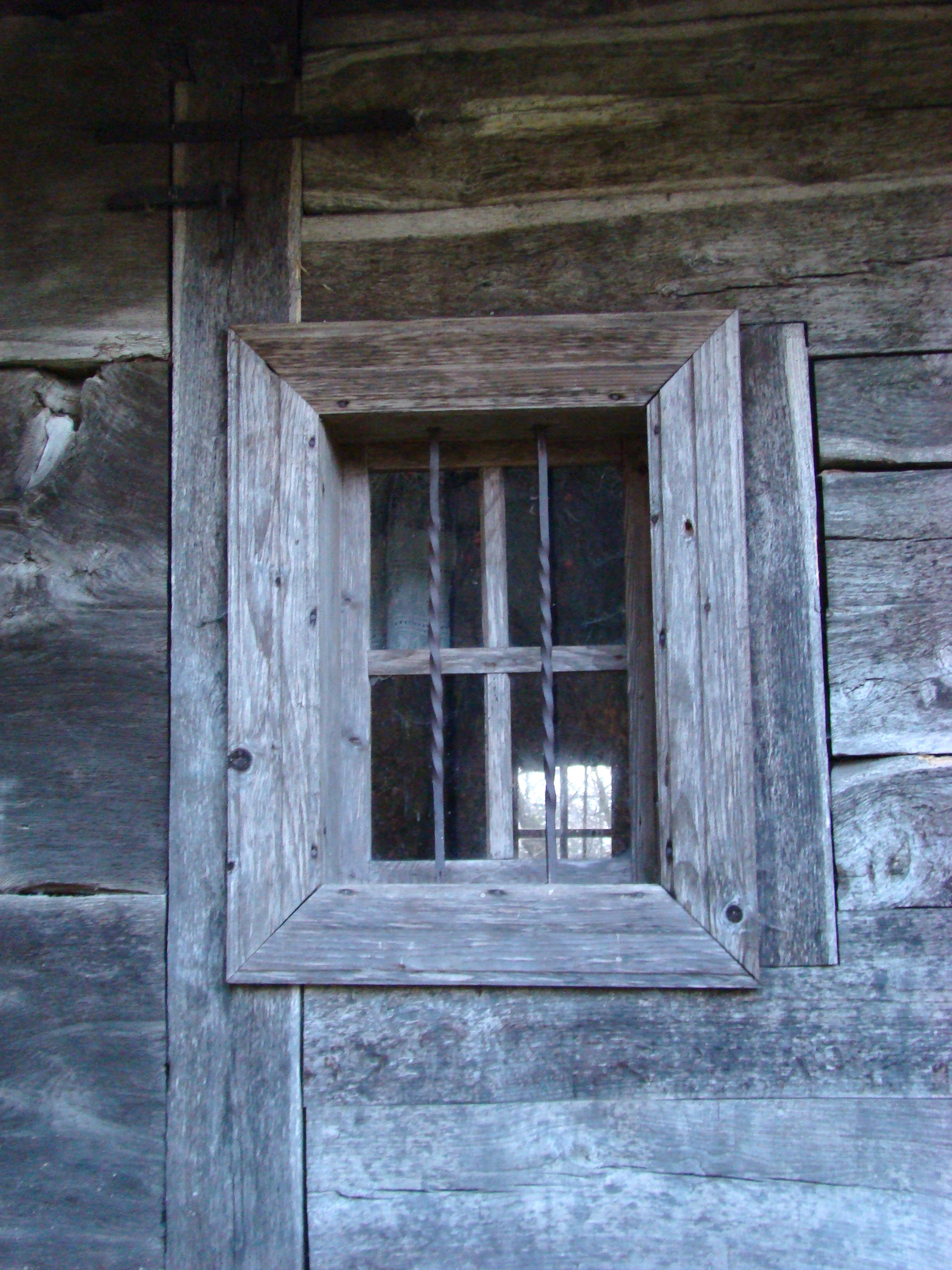
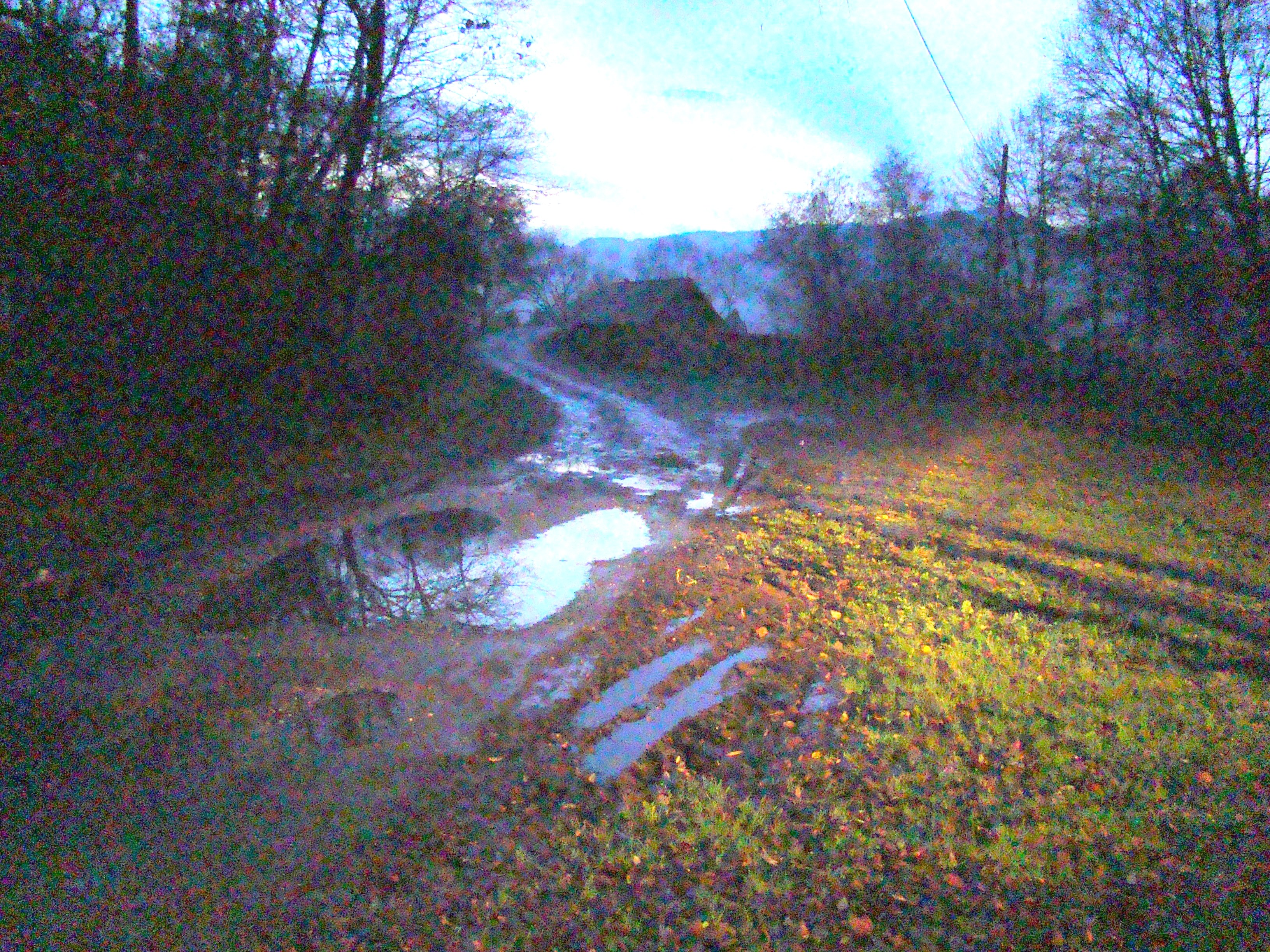